# Nhandumirim waldsangae
Nhandumirim waldsangae es la única especie conocida del género extinto Nhandumirim, un dinosaurio saurisquio terópodo que vivió hace aproximadamente entre 237 a 227 millones de años a finales del periodo Triásico durante el Carniense, en lo que es hoy Sudamérica. 

## Descripción
Las vértebras dorsales tienen centros en forma de carrete que son aproximadamente 1,4 veces más largos que altos, lo que los hace más alargados que los de los herrerasáuridos. Se realizan una incisión en varias áreas en las dorsales, como los lados del centro, cada uno de los cuales tiene una depresión superficial y la parte posterior del arco neural, que tiene las fosas centrodiapofisarias y centrodiapofisarias postcigopofisarias. Probablemente había tres vértebras sacras , con al menos la primera articulada con la cadera similar al primer sacro "primordial" de otros reptiles. Esto contrasta con Saturnalia en el que la primera vértebra sacra es una vértebra dorsal incorporada sin las características distintivas de un sacro primordial. Las vértebras sacras eran gruesas y anchas, pero no estaban fusionadas entre sí o con sus respectivas costillas sacras. La costilla sacra más completa tenía forma de abanico cuando se ve desde arriba y tiene una sección transversal que se curva gradualmente hacia arriba hacia el frente, también a diferencia de Saturnalia, que tiene una sección transversal más en forma de L. Las vértebras caudales aumentan de longitud y reducen gradualmente el tamaño de sus procesos transversales desde la base de la cola hasta la punta. Caudales en la base de la cola han pronunciado quillas de la línea media a lo largo de todo su borde inferior. Esta característica es aparentemente exclusiva de Nhandumirim, los únicos otros dinosauromorfos con quillas ventrales en los caudales proximales son Dracoraptor, que tenía quillas apareadas, no la línea media y Efraasia en la que estaban restringidas al tercio frontal del centro. Las zigapófisis de los caudales son cortas, a diferencia de las articulaciones más largas de herrerasáuridos y neoterópodos.
El ilion es generalmente típico de los primeros dinosaurios, con un acetábulo perforado, un antitrocánter conspicuo y un proceso postacetabular que fue mucho más largo que el proceso preacetabular. El pedúnculo isquiático se expande en una dirección de adelante hacia atrás como la de los neoterópodos. Hay una cicatriz en forma de L en el borde interno de la lámina ilíaca que recibió la primera vértebra sacra, y había suficiente espacio para dos sacros más detrás de ella. La superficie externa del proceso postacetabular tiene dos agujeros y una incisión pronunciada a lo largo de su borde inferior, conocida como fosa breve. En la mayoría de los dinosaurios que tienen una fosa breve, comienza claramente en la base del proceso postacetabular, de acuerdo con una cresta que delinea su borde superior. Sin embargo en Nhandumirim la fosa brevis solo ocupa las 3/4 partes traseras del proceso postacetabular, sin una interacción clara con la porción principal del ilion.
El fémur es delgado y de paredes delgadas. La porción proximal poseía los primeros signos distintivos de los dinosaurios, como un trocánter anterior, una facies articular antitrocantérica, una tuberosidad medial bien desarrollada separada por un surco de ligamentos profundos y un cuarto trocánter pronunciado y asimétrico. La cabeza femoral también poseía un surco profundo y curvado, pero se sabe que la apariencia de este surco es variable dentro de algunas especies de dinosaurios, por lo que no es particularmente informativo para la clasificación de Nhandumirim. La plataforma trocantérea no estaba presente, pero sí existía una cicatriz de fijación muscular homóloga en la misma área, junto con una cicatriz anterolateral localizada más próximamente similar a la reportada en algunos silesáuridos. A diferencia de otros dinosaurios tempranos, el trocánter dorsolateral era característicamente corto, terminando bastante lejos de la cabeza femoral como el trocánter anterior. La porción distal tenía un cóndilo medial ancho y cicatrices musculares similares a las de Herrerasaurus.
La tibia estaba mal conservada pero poseía varias características similares a las de los neoterópodos. Estos incluyen una faceta alta para el proceso ascendente del astrágalo y una punta distal que era ancha y aplanada cuando se ve desde abajo y cuadrada cuando se ve desde el frente. También había una tuberosidad diagonal tipo montículo en la superficie anterior de la tibia. Nhandumirim es el único dinosaurio conocido que posee estos rasgos similares a los neoterópodos y una tuberosidad diagonal. El peroné más completo estaba alargado, ~ 10% más largo que el fémur y tenía cicatrices para el ligamento tibial y el músculo iliofibular cerca de la rodilla. Había una faceta semicircular para el proceso ascendente del astrágalo en la porción del peroné que contactaba con el talón, una característica única de Nhandumirim. El metatarsiano II es recto, con una porción proximal aplanada y una porción distal cuadrada. El metatarso IV tiene una porción distal de forma más irregular pero también es recta, una característica inusual más parecida a Lagerpeton y a los pterosaurios que al hueso más curvado de otros dinosaurios. Las falanges aisladas son variables en proporciones, una con una articulación proximal amplia y el resto con articulaciones proximales triangulares altas y superficies articulares más desarrolladas. Los unguales son triangulares en sección transversal y curvos, aunque no en la medida en que se ven en terópodos más avanzados.

## Descubrimiento e investigación
La especie tipo y única conocida está representada por un único espécimen juvenil hallados en la Formación Santa Maria en la Cuenca del Paraná en Brasil. Este taxón constituye el más antiguo terópodo conocido de este país. Nhandumirim se conoce a partir de un solo esqueleto parcial, LPRP / USP 0651, que incluye varias vértebras, un ilion derecho y la mayoría de las extremidades posteriores derechas. Este esqueleto fue encontrado en el sitio de Waldsanga, también conocido como Cerro da Alemoa o Sanga do Mato en Santa María, Rio Grande do Sul. Waldsanga es un sitio triásico históricamente importante que también conserva los especímenes tipo de Saturnalia, Rauisuchus, Gomphodontosuchus y Alemoatherium. El sitio conserva los sedimentos de la Formación Santa María de la época de Carniense, y LPRP / USP 0651 proviene específicamente de la parte superior del miembro de Alemoa en ese sitio. El nombre del género Nhandumirim se traduce aproximadamente como "pequeño ñandu" en el idioma tupí-guaraní. El nombre específico se refiere a Waldsanga.

## Clasificación
Nhandumirim se diferencia de otros dinosaurios de Santa María como Staurikosaurus y Saturnalia sobre la base de sus proporciones más gráciles, de patas largas y varias características esqueléticas más específicas. También poseía varias características únicas en comparación con otros dinosaurios tempranos, como quillas largas en las vértebras en la base de la cola, un metatarsiano IV recto y una fosa breve y corta del ilion y el trocánter dorsolateral del fémur. Varias características de la tibia llevaron a los descriptores del género y la especie a considerar a Nhandumirim como uno de los primeros terópodos, pero algunos análisis ofrecen posiciones alternativas dentro de Saurischia.
Los descriptores de Nhandumirim probaron sus relaciones utilizando dos análisis filogenéticos centrados en el origen de los dinosaurios. El primero, creado previamente por Cabreira et al. en 2016, lo consideraron el terópodo más basal, como el taxón hermano de los neoterópodos. Esto es apoyado por un amplio pedúnculo isquiático y varios rasgos de la tibia. En Cabreira et al. en 2016 el análisis es notable por excluir varios otros terópodos basales tradicionales del grupo. Estos incluyen Daemonosaurus, Tawa, Chindesaurus y Eodromaeus, que se consideran saurisquios basales según sus resultados.
Al agregar Nhandumirim al segundo análisis, creado por Nesbitt y Ezcurra en 2015, condujo a resultados no concluyentes. En el estricto árbol de consenso, el resultado promedio de la mayoría de los árboles parsimoniosos, Nhandumirim es parte de una amplia politomía en la base de Saurischia, junto con varios terópodos basales tradicionales, herrerasáuridos y Eoraptor, que, por otro lado, se considera habitualmente como un sauropodomorfo temprano en los análisis más recientes. Esto se debe a que es un taxón comodín con varias posiciones igualmente probables dentro de Saurischia. Estas posiciones pueden incluir Nhandumirim como el taxón hermano de todos los demás saurisquios, como el taxón hermano de Eoraptor, o como el taxón hermano de todos los demás terópodos, que también incluye herrerasáuridos en esta opción. De todos modos, los autores consideraron poco probable que Nhandumirim esté particularmente cerca de Staurikosaurus o Saturnalia.
Sin embargo, la posición filogenética de Nhandumirim también se probó en el artículo que describe Gnathovorax cabreirai, que lo recuperó como un sauropodomorfo saturnalino, estrechamente asociado con Saturnalia y Chromogisaurus.

### Clasificación
El siguiente es un cladograma que muestra la colocación de Nhandumirim utilizando el análisis de Cabreira et al. en 2016
|  | Tawa         |
|  |              |
|  | Chindesaurus |
|  |              |

|  | Coelophysis bauri        |
|  |                          |
|  | Coelophysis rhodesiensis |
|  |                          |
|  | Coelophysis kayentakatae |
|  |                          |

|  | Liliensternus                       |
|  |                                     |
|  | Zupaysaurus                         |
|  |                                     |
|  | "Tetrápodo del Bosque petrificado " |
|  |                                     |
|  | Dilophosaurus                       |
|  |                                     |

|  | Coelophysis bauri        |
|  |                          |
|  | Coelophysis rhodesiensis |
|  |                          |
|  | Coelophysis kayentakatae |
|  |                          |

|  | Liliensternus                       |
|  |                                     |
|  | Zupaysaurus                         |
|  |                                     |
|  | "Tetrápodo del Bosque petrificado " |
|  |                                     |
|  | Dilophosaurus                       |
|  |                                     |

|  | Coelophysis bauri        |
|  |                          |
|  | Coelophysis rhodesiensis |
|  |                          |
|  | Coelophysis kayentakatae |
|  |                          |

|  | Liliensternus                       |
|  |                                     |
|  | Zupaysaurus                         |
|  |                                     |
|  | "Tetrápodo del Bosque petrificado " |
|  |                                     |
|  | Dilophosaurus                       |
|  |                                     |

|  | Coelophysis bauri        |
|  |                          |
|  | Coelophysis rhodesiensis |
|  |                          |
|  | Coelophysis kayentakatae |
|  |                          |

|  | Liliensternus                       |
|  |                                     |
|  | Zupaysaurus                         |
|  |                                     |
|  | "Tetrápodo del Bosque petrificado " |
|  |                                     |
|  | Dilophosaurus                       |
|  |                                     |

|  | Coelophysis bauri        |
|  |                          |
|  | Coelophysis rhodesiensis |
|  |                          |
|  | Coelophysis kayentakatae |
|  |                          |

|  | Liliensternus                       |
|  |                                     |
|  | Zupaysaurus                         |
|  |                                     |
|  | "Tetrápodo del Bosque petrificado " |
|  |                                     |
|  | Dilophosaurus                       |
|  |                                     |

|  | Coelophysis bauri        |
|  |                          |
|  | Coelophysis rhodesiensis |
|  |                          |
|  | Coelophysis kayentakatae |
|  |                          |

|  | Liliensternus                       |
|  |                                     |
|  | Zupaysaurus                         |
|  |                                     |
|  | "Tetrápodo del Bosque petrificado " |
|  |                                     |
|  | Dilophosaurus                       |
|  |                                     |

|  | Coelophysis bauri        |
|  |                          |
|  | Coelophysis rhodesiensis |
|  |                          |
|  | Coelophysis kayentakatae |
|  |                          |

|  | Liliensternus                       |
|  |                                     |
|  | Zupaysaurus                         |
|  |                                     |
|  | "Tetrápodo del Bosque petrificado " |
|  |                                     |
|  | Dilophosaurus                       |
|  |                                     |

|  | Coelophysis bauri        |
|  |                          |
|  | Coelophysis rhodesiensis |
|  |                          |
|  | Coelophysis kayentakatae |
|  |                          |

|  | Liliensternus                       |
|  |                                     |
|  | Zupaysaurus                         |
|  |                                     |
|  | "Tetrápodo del Bosque petrificado " |
|  |                                     |
|  | Dilophosaurus                       |
|  |                                     |

|  | Coelophysis bauri        |
|  |                          |
|  | Coelophysis rhodesiensis |
|  |                          |
|  | Coelophysis kayentakatae |
|  |                          |

|  | Liliensternus                       |
|  |                                     |
|  | Zupaysaurus                         |
|  |                                     |
|  | "Tetrápodo del Bosque petrificado " |
|  |                                     |
|  | Dilophosaurus                       |
|  |                                     |

|  | Coelophysis bauri        |
|  |                          |
|  | Coelophysis rhodesiensis |
|  |                          |
|  | Coelophysis kayentakatae |
|  |                          |

|  | Liliensternus                       |
|  |                                     |
|  | Zupaysaurus                         |
|  |                                     |
|  | "Tetrápodo del Bosque petrificado " |
|  |                                     |
|  | Dilophosaurus                       |
|  |                                     |

|  | Coelophysis bauri        |
|  |                          |
|  | Coelophysis rhodesiensis |
|  |                          |
|  | Coelophysis kayentakatae |
|  |                          |

|  | Liliensternus                       |
|  |                                     |
|  | Zupaysaurus                         |
|  |                                     |
|  | "Tetrápodo del Bosque petrificado " |
|  |                                     |
|  | Dilophosaurus                       |
|  |                                     |

|  | Coelophysis bauri        |
|  |                          |
|  | Coelophysis rhodesiensis |
|  |                          |
|  | Coelophysis kayentakatae |
|  |                          |

|  | Liliensternus                       |
|  |                                     |
|  | Zupaysaurus                         |
|  |                                     |
|  | "Tetrápodo del Bosque petrificado " |
|  |                                     |
|  | Dilophosaurus                       |
|  |                                     |

|  | Coelophysis bauri        |
|  |                          |
|  | Coelophysis rhodesiensis |
|  |                          |
|  | Coelophysis kayentakatae |
|  |                          |

|  | Liliensternus                       |
|  |                                     |
|  | Zupaysaurus                         |
|  |                                     |
|  | "Tetrápodo del Bosque petrificado " |
|  |                                     |
|  | Dilophosaurus                       |
|  |                                     |

|  | Coelophysis bauri        |
|  |                          |
|  | Coelophysis rhodesiensis |
|  |                          |
|  | Coelophysis kayentakatae |
|  |                          |

|  | Liliensternus                       |
|  |                                     |
|  | Zupaysaurus                         |
|  |                                     |
|  | "Tetrápodo del Bosque petrificado " |
|  |                                     |
|  | Dilophosaurus                       |
|  |                                     |

|  | Coelophysis bauri        |
|  |                          |
|  | Coelophysis rhodesiensis |
|  |                          |
|  | Coelophysis kayentakatae |
|  |                          |

|  | Liliensternus                       |
|  |                                     |
|  | Zupaysaurus                         |
|  |                                     |
|  | "Tetrápodo del Bosque petrificado " |
|  |                                     |
|  | Dilophosaurus                       |
|  |                                     |

|  | Coelophysis bauri        |
|  |                          |
|  | Coelophysis rhodesiensis |
|  |                          |
|  | Coelophysis kayentakatae |
|  |                          |

|  | Liliensternus                       |
|  |                                     |
|  | Zupaysaurus                         |
|  |                                     |
|  | "Tetrápodo del Bosque petrificado " |
|  |                                     |
|  | Dilophosaurus                       |
|  |                                     |

|  | Tawa         |
|  |              |
|  | Chindesaurus |
|  |              |

|  | Coelophysis bauri        |
|  |                          |
|  | Coelophysis rhodesiensis |
|  |                          |
|  | Coelophysis kayentakatae |
|  |                          |

|  | Liliensternus                       |
|  |                                     |
|  | Zupaysaurus                         |
|  |                                     |
|  | "Tetrápodo del Bosque petrificado " |
|  |                                     |
|  | Dilophosaurus                       |
|  |                                     |

|  | Coelophysis bauri        |
|  |                          |
|  | Coelophysis rhodesiensis |
|  |                          |
|  | Coelophysis kayentakatae |
|  |                          |

|  | Liliensternus                       |
|  |                                     |
|  | Zupaysaurus                         |
|  |                                     |
|  | "Tetrápodo del Bosque petrificado " |
|  |                                     |
|  | Dilophosaurus                       |
|  |                                     |

|  | Coelophysis bauri        |
|  |                          |
|  | Coelophysis rhodesiensis |
|  |                          |
|  | Coelophysis kayentakatae |
|  |                          |

|  | Liliensternus                       |
|  |                                     |
|  | Zupaysaurus                         |
|  |                                     |
|  | "Tetrápodo del Bosque petrificado " |
|  |                                     |
|  | Dilophosaurus                       |
|  |                                     |

|  | Coelophysis bauri        |
|  |                          |
|  | Coelophysis rhodesiensis |
|  |                          |
|  | Coelophysis kayentakatae |
|  |                          |

|  | Liliensternus                       |
|  |                                     |
|  | Zupaysaurus                         |
|  |                                     |
|  | "Tetrápodo del Bosque petrificado " |
|  |                                     |
|  | Dilophosaurus                       |
|  |                                     |

|  | Coelophysis bauri        |
|  |                          |
|  | Coelophysis rhodesiensis |
|  |                          |
|  | Coelophysis kayentakatae |
|  |                          |

|  | Liliensternus                       |
|  |                                     |
|  | Zupaysaurus                         |
|  |                                     |
|  | "Tetrápodo del Bosque petrificado " |
|  |                                     |
|  | Dilophosaurus                       |
|  |                                     |

|  | Coelophysis bauri        |
|  |                          |
|  | Coelophysis rhodesiensis |
|  |                          |
|  | Coelophysis kayentakatae |
|  |                          |

|  | Liliensternus                       |
|  |                                     |
|  | Zupaysaurus                         |
|  |                                     |
|  | "Tetrápodo del Bosque petrificado " |
|  |                                     |
|  | Dilophosaurus                       |
|  |                                     |

|  | Coelophysis bauri        |
|  |                          |
|  | Coelophysis rhodesiensis |
|  |                          |
|  | Coelophysis kayentakatae |
|  |                          |

|  | Liliensternus                       |
|  |                                     |
|  | Zupaysaurus                         |
|  |                                     |
|  | "Tetrápodo del Bosque petrificado " |
|  |                                     |
|  | Dilophosaurus                       |
|  |                                     |

|  | Coelophysis bauri        |
|  |                          |
|  | Coelophysis rhodesiensis |
|  |                          |
|  | Coelophysis kayentakatae |
|  |                          |

|  | Liliensternus                       |
|  |                                     |
|  | Zupaysaurus                         |
|  |                                     |
|  | "Tetrápodo del Bosque petrificado " |
|  |                                     |
|  | Dilophosaurus                       |
|  |                                     |

|  | Coelophysis bauri        |
|  |                          |
|  | Coelophysis rhodesiensis |
|  |                          |
|  | Coelophysis kayentakatae |
|  |                          |

|  | Liliensternus                       |
|  |                                     |
|  | Zupaysaurus                         |
|  |                                     |
|  | "Tetrápodo del Bosque petrificado " |
|  |                                     |
|  | Dilophosaurus                       |
|  |                                     |

|  | Coelophysis bauri        |
|  |                          |
|  | Coelophysis rhodesiensis |
|  |                          |
|  | Coelophysis kayentakatae |
|  |                          |

|  | Liliensternus                       |
|  |                                     |
|  | Zupaysaurus                         |
|  |                                     |
|  | "Tetrápodo del Bosque petrificado " |
|  |                                     |
|  | Dilophosaurus                       |
|  |                                     |

|  | Coelophysis bauri        |
|  |                          |
|  | Coelophysis rhodesiensis |
|  |                          |
|  | Coelophysis kayentakatae |
|  |                          |

|  | Liliensternus                       |
|  |                                     |
|  | Zupaysaurus                         |
|  |                                     |
|  | "Tetrápodo del Bosque petrificado " |
|  |                                     |
|  | Dilophosaurus                       |
|  |                                     |

|  | Coelophysis bauri        |
|  |                          |
|  | Coelophysis rhodesiensis |
|  |                          |
|  | Coelophysis kayentakatae |
|  |                          |

|  | Liliensternus                       |
|  |                                     |
|  | Zupaysaurus                         |
|  |                                     |
|  | "Tetrápodo del Bosque petrificado " |
|  |                                     |
|  | Dilophosaurus                       |
|  |                                     |

|  | Coelophysis bauri        |
|  |                          |
|  | Coelophysis rhodesiensis |
|  |                          |
|  | Coelophysis kayentakatae |
|  |                          |

|  | Liliensternus                       |
|  |                                     |
|  | Zupaysaurus                         |
|  |                                     |
|  | "Tetrápodo del Bosque petrificado " |
|  |                                     |
|  | Dilophosaurus                       |
|  |                                     |

|  | Coelophysis bauri        |
|  |                          |
|  | Coelophysis rhodesiensis |
|  |                          |
|  | Coelophysis kayentakatae |
|  |                          |

|  | Liliensternus                       |
|  |                                     |
|  | Zupaysaurus                         |
|  |                                     |
|  | "Tetrápodo del Bosque petrificado " |
|  |                                     |
|  | Dilophosaurus                       |
|  |                                     |

|  | Coelophysis bauri        |
|  |                          |
|  | Coelophysis rhodesiensis |
|  |                          |
|  | Coelophysis kayentakatae |
|  |                          |

|  | Liliensternus                       |
|  |                                     |
|  | Zupaysaurus                         |
|  |                                     |
|  | "Tetrápodo del Bosque petrificado " |
|  |                                     |
|  | Dilophosaurus                       |
|  |                                     |

|  | Coelophysis bauri        |
|  |                          |
|  | Coelophysis rhodesiensis |
|  |                          |
|  | Coelophysis kayentakatae |
|  |                          |

|  | Liliensternus                       |
|  |                                     |
|  | Zupaysaurus                         |
|  |                                     |
|  | "Tetrápodo del Bosque petrificado " |
|  |                                     |
|  | Dilophosaurus                       |
|  |                                     |

|  | Tawa         |
|  |              |
|  | Chindesaurus |
|  |              |

|  | Coelophysis bauri        |
|  |                          |
|  | Coelophysis rhodesiensis |
|  |                          |
|  | Coelophysis kayentakatae |
|  |                          |

|  | Liliensternus                       |
|  |                                     |
|  | Zupaysaurus                         |
|  |                                     |
|  | "Tetrápodo del Bosque petrificado " |
|  |                                     |
|  | Dilophosaurus                       |
|  |                                     |

|  | Coelophysis bauri        |
|  |                          |
|  | Coelophysis rhodesiensis |
|  |                          |
|  | Coelophysis kayentakatae |
|  |                          |

|  | Liliensternus                       |
|  |                                     |
|  | Zupaysaurus                         |
|  |                                     |
|  | "Tetrápodo del Bosque petrificado " |
|  |                                     |
|  | Dilophosaurus                       |
|  |                                     |

|  | Coelophysis bauri        |
|  |                          |
|  | Coelophysis rhodesiensis |
|  |                          |
|  | Coelophysis kayentakatae |
|  |                          |

|  | Liliensternus                       |
|  |                                     |
|  | Zupaysaurus                         |
|  |                                     |
|  | "Tetrápodo del Bosque petrificado " |
|  |                                     |
|  | Dilophosaurus                       |
|  |                                     |

|  | Coelophysis bauri        |
|  |                          |
|  | Coelophysis rhodesiensis |
|  |                          |
|  | Coelophysis kayentakatae |
|  |                          |

|  | Liliensternus                       |
|  |                                     |
|  | Zupaysaurus                         |
|  |                                     |
|  | "Tetrápodo del Bosque petrificado " |
|  |                                     |
|  | Dilophosaurus                       |
|  |                                     |

|  | Coelophysis bauri        |
|  |                          |
|  | Coelophysis rhodesiensis |
|  |                          |
|  | Coelophysis kayentakatae |
|  |                          |

|  | Liliensternus                       |
|  |                                     |
|  | Zupaysaurus                         |
|  |                                     |
|  | "Tetrápodo del Bosque petrificado " |
|  |                                     |
|  | Dilophosaurus                       |
|  |                                     |

|  | Coelophysis bauri        |
|  |                          |
|  | Coelophysis rhodesiensis |
|  |                          |
|  | Coelophysis kayentakatae |
|  |                          |

|  | Liliensternus                       |
|  |                                     |
|  | Zupaysaurus                         |
|  |                                     |
|  | "Tetrápodo del Bosque petrificado " |
|  |                                     |
|  | Dilophosaurus                       |
|  |                                     |

|  | Coelophysis bauri        |
|  |                          |
|  | Coelophysis rhodesiensis |
|  |                          |
|  | Coelophysis kayentakatae |
|  |                          |

|  | Liliensternus                       |
|  |                                     |
|  | Zupaysaurus                         |
|  |                                     |
|  | "Tetrápodo del Bosque petrificado " |
|  |                                     |
|  | Dilophosaurus                       |
|  |                                     |

|  | Coelophysis bauri        |
|  |                          |
|  | Coelophysis rhodesiensis |
|  |                          |
|  | Coelophysis kayentakatae |
|  |                          |

|  | Liliensternus                       |
|  |                                     |
|  | Zupaysaurus                         |
|  |                                     |
|  | "Tetrápodo del Bosque petrificado " |
|  |                                     |
|  | Dilophosaurus                       |
|  |                                     |

|  | Coelophysis bauri        |
|  |                          |
|  | Coelophysis rhodesiensis |
|  |                          |
|  | Coelophysis kayentakatae |
|  |                          |

|  | Liliensternus                       |
|  |                                     |
|  | Zupaysaurus                         |
|  |                                     |
|  | "Tetrápodo del Bosque petrificado " |
|  |                                     |
|  | Dilophosaurus                       |
|  |                                     |

|  | Coelophysis bauri        |
|  |                          |
|  | Coelophysis rhodesiensis |
|  |                          |
|  | Coelophysis kayentakatae |
|  |                          |

|  | Liliensternus                       |
|  |                                     |
|  | Zupaysaurus                         |
|  |                                     |
|  | "Tetrápodo del Bosque petrificado " |
|  |                                     |
|  | Dilophosaurus                       |
|  |                                     |

|  | Coelophysis bauri        |
|  |                          |
|  | Coelophysis rhodesiensis |
|  |                          |
|  | Coelophysis kayentakatae |
|  |                          |

|  | Liliensternus                       |
|  |                                     |
|  | Zupaysaurus                         |
|  |                                     |
|  | "Tetrápodo del Bosque petrificado " |
|  |                                     |
|  | Dilophosaurus                       |
|  |                                     |

|  | Coelophysis bauri        |
|  |                          |
|  | Coelophysis rhodesiensis |
|  |                          |
|  | Coelophysis kayentakatae |
|  |                          |

|  | Liliensternus                       |
|  |                                     |
|  | Zupaysaurus                         |
|  |                                     |
|  | "Tetrápodo del Bosque petrificado " |
|  |                                     |
|  | Dilophosaurus                       |
|  |                                     |

|  | Coelophysis bauri        |
|  |                          |
|  | Coelophysis rhodesiensis |
|  |                          |
|  | Coelophysis kayentakatae |
|  |                          |

|  | Liliensternus                       |
|  |                                     |
|  | Zupaysaurus                         |
|  |                                     |
|  | "Tetrápodo del Bosque petrificado " |
|  |                                     |
|  | Dilophosaurus                       |
|  |                                     |

|  | Coelophysis bauri        |
|  |                          |
|  | Coelophysis rhodesiensis |
|  |                          |
|  | Coelophysis kayentakatae |
|  |                          |

|  | Liliensternus                       |
|  |                                     |
|  | Zupaysaurus                         |
|  |                                     |
|  | "Tetrápodo del Bosque petrificado " |
|  |                                     |
|  | Dilophosaurus                       |
|  |                                     |

|  | Coelophysis bauri        |
|  |                          |
|  | Coelophysis rhodesiensis |
|  |                          |
|  | Coelophysis kayentakatae |
|  |                          |

|  | Liliensternus                       |
|  |                                     |
|  | Zupaysaurus                         |
|  |                                     |
|  | "Tetrápodo del Bosque petrificado " |
|  |                                     |
|  | Dilophosaurus                       |
|  |                                     |

|  | Coelophysis bauri        |
|  |                          |
|  | Coelophysis rhodesiensis |
|  |                          |
|  | Coelophysis kayentakatae |
|  |                          |

|  | Liliensternus                       |
|  |                                     |
|  | Zupaysaurus                         |
|  |                                     |
|  | "Tetrápodo del Bosque petrificado " |
|  |                                     |
|  | Dilophosaurus                       |
|  |                                     |

|  | Tawa         |
|  |              |
|  | Chindesaurus |
|  |              |

|  | Coelophysis bauri        |
|  |                          |
|  | Coelophysis rhodesiensis |
|  |                          |
|  | Coelophysis kayentakatae |
|  |                          |

|  | Liliensternus                       |
|  |                                     |
|  | Zupaysaurus                         |
|  |                                     |
|  | "Tetrápodo del Bosque petrificado " |
|  |                                     |
|  | Dilophosaurus                       |
|  |                                     |

|  | Coelophysis bauri        |
|  |                          |
|  | Coelophysis rhodesiensis |
|  |                          |
|  | Coelophysis kayentakatae |
|  |                          |

|  | Liliensternus                       |
|  |                                     |
|  | Zupaysaurus                         |
|  |                                     |
|  | "Tetrápodo del Bosque petrificado " |
|  |                                     |
|  | Dilophosaurus                       |
|  |                                     |

|  | Coelophysis bauri        |
|  |                          |
|  | Coelophysis rhodesiensis |
|  |                          |
|  | Coelophysis kayentakatae |
|  |                          |

|  | Liliensternus                       |
|  |                                     |
|  | Zupaysaurus                         |
|  |                                     |
|  | "Tetrápodo del Bosque petrificado " |
|  |                                     |
|  | Dilophosaurus                       |
|  |                                     |

|  | Coelophysis bauri        |
|  |                          |
|  | Coelophysis rhodesiensis |
|  |                          |
|  | Coelophysis kayentakatae |
|  |                          |

|  | Liliensternus                       |
|  |                                     |
|  | Zupaysaurus                         |
|  |                                     |
|  | "Tetrápodo del Bosque petrificado " |
|  |                                     |
|  | Dilophosaurus                       |
|  |                                     |

|  | Coelophysis bauri        |
|  |                          |
|  | Coelophysis rhodesiensis |
|  |                          |
|  | Coelophysis kayentakatae |
|  |                          |

|  | Liliensternus                       |
|  |                                     |
|  | Zupaysaurus                         |
|  |                                     |
|  | "Tetrápodo del Bosque petrificado " |
|  |                                     |
|  | Dilophosaurus                       |
|  |                                     |

|  | Coelophysis bauri        |
|  |                          |
|  | Coelophysis rhodesiensis |
|  |                          |
|  | Coelophysis kayentakatae |
|  |                          |

|  | Liliensternus                       |
|  |                                     |
|  | Zupaysaurus                         |
|  |                                     |
|  | "Tetrápodo del Bosque petrificado " |
|  |                                     |
|  | Dilophosaurus                       |
|  |                                     |

|  | Coelophysis bauri        |
|  |                          |
|  | Coelophysis rhodesiensis |
|  |                          |
|  | Coelophysis kayentakatae |
|  |                          |

|  | Liliensternus                       |
|  |                                     |
|  | Zupaysaurus                         |
|  |                                     |
|  | "Tetrápodo del Bosque petrificado " |
|  |                                     |
|  | Dilophosaurus                       |
|  |                                     |

|  | Coelophysis bauri        |
|  |                          |
|  | Coelophysis rhodesiensis |
|  |                          |
|  | Coelophysis kayentakatae |
|  |                          |

|  | Liliensternus                       |
|  |                                     |
|  | Zupaysaurus                         |
|  |                                     |
|  | "Tetrápodo del Bosque petrificado " |
|  |                                     |
|  | Dilophosaurus                       |
|  |                                     |

|  | Coelophysis bauri        |
|  |                          |
|  | Coelophysis rhodesiensis |
|  |                          |
|  | Coelophysis kayentakatae |
|  |                          |

|  | Liliensternus                       |
|  |                                     |
|  | Zupaysaurus                         |
|  |                                     |
|  | "Tetrápodo del Bosque petrificado " |
|  |                                     |
|  | Dilophosaurus                       |
|  |                                     |

|  | Coelophysis bauri        |
|  |                          |
|  | Coelophysis rhodesiensis |
|  |                          |
|  | Coelophysis kayentakatae |
|  |                          |

|  | Liliensternus                       |
|  |                                     |
|  | Zupaysaurus                         |
|  |                                     |
|  | "Tetrápodo del Bosque petrificado " |
|  |                                     |
|  | Dilophosaurus                       |
|  |                                     |

|  | Coelophysis bauri        |
|  |                          |
|  | Coelophysis rhodesiensis |
|  |                          |
|  | Coelophysis kayentakatae |
|  |                          |

|  | Liliensternus                       |
|  |                                     |
|  | Zupaysaurus                         |
|  |                                     |
|  | "Tetrápodo del Bosque petrificado " |
|  |                                     |
|  | Dilophosaurus                       |
|  |                                     |

|  | Coelophysis bauri        |
|  |                          |
|  | Coelophysis rhodesiensis |
|  |                          |
|  | Coelophysis kayentakatae |
|  |                          |

|  | Liliensternus                       |
|  |                                     |
|  | Zupaysaurus                         |
|  |                                     |
|  | "Tetrápodo del Bosque petrificado " |
|  |                                     |
|  | Dilophosaurus                       |
|  |                                     |

|  | Coelophysis bauri        |
|  |                          |
|  | Coelophysis rhodesiensis |
|  |                          |
|  | Coelophysis kayentakatae |
|  |                          |

|  | Liliensternus                       |
|  |                                     |
|  | Zupaysaurus                         |
|  |                                     |
|  | "Tetrápodo del Bosque petrificado " |
|  |                                     |
|  | Dilophosaurus                       |
|  |                                     |

|  | Coelophysis bauri        |
|  |                          |
|  | Coelophysis rhodesiensis |
|  |                          |
|  | Coelophysis kayentakatae |
|  |                          |

|  | Liliensternus                       |
|  |                                     |
|  | Zupaysaurus                         |
|  |                                     |
|  | "Tetrápodo del Bosque petrificado " |
|  |                                     |
|  | Dilophosaurus                       |
|  |                                     |

|  | Coelophysis bauri        |
|  |                          |
|  | Coelophysis rhodesiensis |
|  |                          |
|  | Coelophysis kayentakatae |
|  |                          |

|  | Liliensternus                       |
|  |                                     |
|  | Zupaysaurus                         |
|  |                                     |
|  | "Tetrápodo del Bosque petrificado " |
|  |                                     |
|  | Dilophosaurus                       |
|  |                                     |

|  | Coelophysis bauri        |
|  |                          |
|  | Coelophysis rhodesiensis |
|  |                          |
|  | Coelophysis kayentakatae |
|  |                          |

|  | Liliensternus                       |
|  |                                     |
|  | Zupaysaurus                         |
|  |                                     |
|  | "Tetrápodo del Bosque petrificado " |
|  |                                     |
|  | Dilophosaurus                       |
|  |                                     |

|  | Tawa         |
|  |              |
|  | Chindesaurus |
|  |              |

|  | Coelophysis bauri        |
|  |                          |
|  | Coelophysis rhodesiensis |
|  |                          |
|  | Coelophysis kayentakatae |
|  |                          |

|  | Liliensternus                       |
|  |                                     |
|  | Zupaysaurus                         |
|  |                                     |
|  | "Tetrápodo del Bosque petrificado " |
|  |                                     |
|  | Dilophosaurus                       |
|  |                                     |

|  | Coelophysis bauri        |
|  |                          |
|  | Coelophysis rhodesiensis |
|  |                          |
|  | Coelophysis kayentakatae |
|  |                          |

|  | Liliensternus                       |
|  |                                     |
|  | Zupaysaurus                         |
|  |                                     |
|  | "Tetrápodo del Bosque petrificado " |
|  |                                     |
|  | Dilophosaurus                       |
|  |                                     |

|  | Coelophysis bauri        |
|  |                          |
|  | Coelophysis rhodesiensis |
|  |                          |
|  | Coelophysis kayentakatae |
|  |                          |

|  | Liliensternus                       |
|  |                                     |
|  | Zupaysaurus                         |
|  |                                     |
|  | "Tetrápodo del Bosque petrificado " |
|  |                                     |
|  | Dilophosaurus                       |
|  |                                     |

|  | Coelophysis bauri        |
|  |                          |
|  | Coelophysis rhodesiensis |
|  |                          |
|  | Coelophysis kayentakatae |
|  |                          |

|  | Liliensternus                       |
|  |                                     |
|  | Zupaysaurus                         |
|  |                                     |
|  | "Tetrápodo del Bosque petrificado " |
|  |                                     |
|  | Dilophosaurus                       |
|  |                                     |

|  | Coelophysis bauri        |
|  |                          |
|  | Coelophysis rhodesiensis |
|  |                          |
|  | Coelophysis kayentakatae |
|  |                          |

|  | Liliensternus                       |
|  |                                     |
|  | Zupaysaurus                         |
|  |                                     |
|  | "Tetrápodo del Bosque petrificado " |
|  |                                     |
|  | Dilophosaurus                       |
|  |                                     |

|  | Coelophysis bauri        |
|  |                          |
|  | Coelophysis rhodesiensis |
|  |                          |
|  | Coelophysis kayentakatae |
|  |                          |

|  | Liliensternus                       |
|  |                                     |
|  | Zupaysaurus                         |
|  |                                     |
|  | "Tetrápodo del Bosque petrificado " |
|  |                                     |
|  | Dilophosaurus                       |
|  |                                     |

|  | Coelophysis bauri        |
|  |                          |
|  | Coelophysis rhodesiensis |
|  |                          |
|  | Coelophysis kayentakatae |
|  |                          |

|  | Liliensternus                       |
|  |                                     |
|  | Zupaysaurus                         |
|  |                                     |
|  | "Tetrápodo del Bosque petrificado " |
|  |                                     |
|  | Dilophosaurus                       |
|  |                                     |

|  | Coelophysis bauri        |
|  |                          |
|  | Coelophysis rhodesiensis |
|  |                          |
|  | Coelophysis kayentakatae |
|  |                          |

|  | Liliensternus                       |
|  |                                     |
|  | Zupaysaurus                         |
|  |                                     |
|  | "Tetrápodo del Bosque petrificado " |
|  |                                     |
|  | Dilophosaurus                       |
|  |                                     |

|  | Coelophysis bauri        |
|  |                          |
|  | Coelophysis rhodesiensis |
|  |                          |
|  | Coelophysis kayentakatae |
|  |                          |

|  | Liliensternus                       |
|  |                                     |
|  | Zupaysaurus                         |
|  |                                     |
|  | "Tetrápodo del Bosque petrificado " |
|  |                                     |
|  | Dilophosaurus                       |
|  |                                     |

|  | Coelophysis bauri        |
|  |                          |
|  | Coelophysis rhodesiensis |
|  |                          |
|  | Coelophysis kayentakatae |
|  |                          |

|  | Liliensternus                       |
|  |                                     |
|  | Zupaysaurus                         |
|  |                                     |
|  | "Tetrápodo del Bosque petrificado " |
|  |                                     |
|  | Dilophosaurus                       |
|  |                                     |

|  | Coelophysis bauri        |
|  |                          |
|  | Coelophysis rhodesiensis |
|  |                          |
|  | Coelophysis kayentakatae |
|  |                          |

|  | Liliensternus                       |
|  |                                     |
|  | Zupaysaurus                         |
|  |                                     |
|  | "Tetrápodo del Bosque petrificado " |
|  |                                     |
|  | Dilophosaurus                       |
|  |                                     |

|  | Coelophysis bauri        |
|  |                          |
|  | Coelophysis rhodesiensis |
|  |                          |
|  | Coelophysis kayentakatae |
|  |                          |

|  | Liliensternus                       |
|  |                                     |
|  | Zupaysaurus                         |
|  |                                     |
|  | "Tetrápodo del Bosque petrificado " |
|  |                                     |
|  | Dilophosaurus                       |
|  |                                     |

|  | Coelophysis bauri        |
|  |                          |
|  | Coelophysis rhodesiensis |
|  |                          |
|  | Coelophysis kayentakatae |
|  |                          |

|  | Liliensternus                       |
|  |                                     |
|  | Zupaysaurus                         |
|  |                                     |
|  | "Tetrápodo del Bosque petrificado " |
|  |                                     |
|  | Dilophosaurus                       |
|  |                                     |

|  | Coelophysis bauri        |
|  |                          |
|  | Coelophysis rhodesiensis |
|  |                          |
|  | Coelophysis kayentakatae |
|  |                          |

|  | Liliensternus                       |
|  |                                     |
|  | Zupaysaurus                         |
|  |                                     |
|  | "Tetrápodo del Bosque petrificado " |
|  |                                     |
|  | Dilophosaurus                       |
|  |                                     |

|  | Coelophysis bauri        |
|  |                          |
|  | Coelophysis rhodesiensis |
|  |                          |
|  | Coelophysis kayentakatae |
|  |                          |

|  | Liliensternus                       |
|  |                                     |
|  | Zupaysaurus                         |
|  |                                     |
|  | "Tetrápodo del Bosque petrificado " |
|  |                                     |
|  | Dilophosaurus                       |
|  |                                     |

|  | Coelophysis bauri        |
|  |                          |
|  | Coelophysis rhodesiensis |
|  |                          |
|  | Coelophysis kayentakatae |
|  |                          |

|  | Liliensternus                       |
|  |                                     |
|  | Zupaysaurus                         |
|  |                                     |
|  | "Tetrápodo del Bosque petrificado " |
|  |                                     |
|  | Dilophosaurus                       |
|  |                                     |

|  | Tawa         |
|  |              |
|  | Chindesaurus |
|  |              |

|  | Coelophysis bauri        |
|  |                          |
|  | Coelophysis rhodesiensis |
|  |                          |
|  | Coelophysis kayentakatae |
|  |                          |

|  | Liliensternus                       |
|  |                                     |
|  | Zupaysaurus                         |
|  |                                     |
|  | "Tetrápodo del Bosque petrificado " |
|  |                                     |
|  | Dilophosaurus                       |
|  |                                     |

|  | Coelophysis bauri        |
|  |                          |
|  | Coelophysis rhodesiensis |
|  |                          |
|  | Coelophysis kayentakatae |
|  |                          |

|  | Liliensternus                       |
|  |                                     |
|  | Zupaysaurus                         |
|  |                                     |
|  | "Tetrápodo del Bosque petrificado " |
|  |                                     |
|  | Dilophosaurus                       |
|  |                                     |

|  | Coelophysis bauri        |
|  |                          |
|  | Coelophysis rhodesiensis |
|  |                          |
|  | Coelophysis kayentakatae |
|  |                          |

|  | Liliensternus                       |
|  |                                     |
|  | Zupaysaurus                         |
|  |                                     |
|  | "Tetrápodo del Bosque petrificado " |
|  |                                     |
|  | Dilophosaurus                       |
|  |                                     |

|  | Coelophysis bauri        |
|  |                          |
|  | Coelophysis rhodesiensis |
|  |                          |
|  | Coelophysis kayentakatae |
|  |                          |

|  | Liliensternus                       |
|  |                                     |
|  | Zupaysaurus                         |
|  |                                     |
|  | "Tetrápodo del Bosque petrificado " |
|  |                                     |
|  | Dilophosaurus                       |
|  |                                     |

|  | Coelophysis bauri        |
|  |                          |
|  | Coelophysis rhodesiensis |
|  |                          |
|  | Coelophysis kayentakatae |
|  |                          |

|  | Liliensternus                       |
|  |                                     |
|  | Zupaysaurus                         |
|  |                                     |
|  | "Tetrápodo del Bosque petrificado " |
|  |                                     |
|  | Dilophosaurus                       |
|  |                                     |

|  | Coelophysis bauri        |
|  |                          |
|  | Coelophysis rhodesiensis |
|  |                          |
|  | Coelophysis kayentakatae |
|  |                          |

|  | Liliensternus                       |
|  |                                     |
|  | Zupaysaurus                         |
|  |                                     |
|  | "Tetrápodo del Bosque petrificado " |
|  |                                     |
|  | Dilophosaurus                       |
|  |                                     |

|  | Coelophysis bauri        |
|  |                          |
|  | Coelophysis rhodesiensis |
|  |                          |
|  | Coelophysis kayentakatae |
|  |                          |

|  | Liliensternus                       |
|  |                                     |
|  | Zupaysaurus                         |
|  |                                     |
|  | "Tetrápodo del Bosque petrificado " |
|  |                                     |
|  | Dilophosaurus                       |
|  |                                     |

|  | Coelophysis bauri        |
|  |                          |
|  | Coelophysis rhodesiensis |
|  |                          |
|  | Coelophysis kayentakatae |
|  |                          |

|  | Liliensternus                       |
|  |                                     |
|  | Zupaysaurus                         |
|  |                                     |
|  | "Tetrápodo del Bosque petrificado " |
|  |                                     |
|  | Dilophosaurus                       |
|  |                                     |

|  | Coelophysis bauri        |
|  |                          |
|  | Coelophysis rhodesiensis |
|  |                          |
|  | Coelophysis kayentakatae |
|  |                          |

|  | Liliensternus                       |
|  |                                     |
|  | Zupaysaurus                         |
|  |                                     |
|  | "Tetrápodo del Bosque petrificado " |
|  |                                     |
|  | Dilophosaurus                       |
|  |                                     |

|  | Coelophysis bauri        |
|  |                          |
|  | Coelophysis rhodesiensis |
|  |                          |
|  | Coelophysis kayentakatae |
|  |                          |

|  | Liliensternus                       |
|  |                                     |
|  | Zupaysaurus                         |
|  |                                     |
|  | "Tetrápodo del Bosque petrificado " |
|  |                                     |
|  | Dilophosaurus                       |
|  |                                     |

|  | Coelophysis bauri        |
|  |                          |
|  | Coelophysis rhodesiensis |
|  |                          |
|  | Coelophysis kayentakatae |
|  |                          |

|  | Liliensternus                       |
|  |                                     |
|  | Zupaysaurus                         |
|  |                                     |
|  | "Tetrápodo del Bosque petrificado " |
|  |                                     |
|  | Dilophosaurus                       |
|  |                                     |

|  | Coelophysis bauri        |
|  |                          |
|  | Coelophysis rhodesiensis |
|  |                          |
|  | Coelophysis kayentakatae |
|  |                          |

|  | Liliensternus                       |
|  |                                     |
|  | Zupaysaurus                         |
|  |                                     |
|  | "Tetrápodo del Bosque petrificado " |
|  |                                     |
|  | Dilophosaurus                       |
|  |                                     |

|  | Coelophysis bauri        |
|  |                          |
|  | Coelophysis rhodesiensis |
|  |                          |
|  | Coelophysis kayentakatae |
|  |                          |

|  | Liliensternus                       |
|  |                                     |
|  | Zupaysaurus                         |
|  |                                     |
|  | "Tetrápodo del Bosque petrificado " |
|  |                                     |
|  | Dilophosaurus                       |
|  |                                     |

|  | Coelophysis bauri        |
|  |                          |
|  | Coelophysis rhodesiensis |
|  |                          |
|  | Coelophysis kayentakatae |
|  |                          |

|  | Liliensternus                       |
|  |                                     |
|  | Zupaysaurus                         |
|  |                                     |
|  | "Tetrápodo del Bosque petrificado " |
|  |                                     |
|  | Dilophosaurus                       |
|  |                                     |

|  | Coelophysis bauri        |
|  |                          |
|  | Coelophysis rhodesiensis |
|  |                          |
|  | Coelophysis kayentakatae |
|  |                          |

|  | Liliensternus                       |
|  |                                     |
|  | Zupaysaurus                         |
|  |                                     |
|  | "Tetrápodo del Bosque petrificado " |
|  |                                     |
|  | Dilophosaurus                       |
|  |                                     |

|  | Coelophysis bauri        |
|  |                          |
|  | Coelophysis rhodesiensis |
|  |                          |
|  | Coelophysis kayentakatae |
|  |                          |

|  | Liliensternus                       |
|  |                                     |
|  | Zupaysaurus                         |
|  |                                     |
|  | "Tetrápodo del Bosque petrificado " |
|  |                                     |
|  | Dilophosaurus                       |
|  |                                     |

|  | Tawa         |
|  |              |
|  | Chindesaurus |
|  |              |

|  | Coelophysis bauri        |
|  |                          |
|  | Coelophysis rhodesiensis |
|  |                          |
|  | Coelophysis kayentakatae |
|  |                          |

|  | Liliensternus                       |
|  |                                     |
|  | Zupaysaurus                         |
|  |                                     |
|  | "Tetrápodo del Bosque petrificado " |
|  |                                     |
|  | Dilophosaurus                       |
|  |                                     |

|  | Coelophysis bauri        |
|  |                          |
|  | Coelophysis rhodesiensis |
|  |                          |
|  | Coelophysis kayentakatae |
|  |                          |

|  | Liliensternus                       |
|  |                                     |
|  | Zupaysaurus                         |
|  |                                     |
|  | "Tetrápodo del Bosque petrificado " |
|  |                                     |
|  | Dilophosaurus                       |
|  |                                     |

|  | Coelophysis bauri        |
|  |                          |
|  | Coelophysis rhodesiensis |
|  |                          |
|  | Coelophysis kayentakatae |
|  |                          |

|  | Liliensternus                       |
|  |                                     |
|  | Zupaysaurus                         |
|  |                                     |
|  | "Tetrápodo del Bosque petrificado " |
|  |                                     |
|  | Dilophosaurus                       |
|  |                                     |

|  | Coelophysis bauri        |
|  |                          |
|  | Coelophysis rhodesiensis |
|  |                          |
|  | Coelophysis kayentakatae |
|  |                          |

|  | Liliensternus                       |
|  |                                     |
|  | Zupaysaurus                         |
|  |                                     |
|  | "Tetrápodo del Bosque petrificado " |
|  |                                     |
|  | Dilophosaurus                       |
|  |                                     |

|  | Coelophysis bauri        |
|  |                          |
|  | Coelophysis rhodesiensis |
|  |                          |
|  | Coelophysis kayentakatae |
|  |                          |

|  | Liliensternus                       |
|  |                                     |
|  | Zupaysaurus                         |
|  |                                     |
|  | "Tetrápodo del Bosque petrificado " |
|  |                                     |
|  | Dilophosaurus                       |
|  |                                     |

|  | Coelophysis bauri        |
|  |                          |
|  | Coelophysis rhodesiensis |
|  |                          |
|  | Coelophysis kayentakatae |
|  |                          |

|  | Liliensternus                       |
|  |                                     |
|  | Zupaysaurus                         |
|  |                                     |
|  | "Tetrápodo del Bosque petrificado " |
|  |                                     |
|  | Dilophosaurus                       |
|  |                                     |

|  | Coelophysis bauri        |
|  |                          |
|  | Coelophysis rhodesiensis |
|  |                          |
|  | Coelophysis kayentakatae |
|  |                          |

|  | Liliensternus                       |
|  |                                     |
|  | Zupaysaurus                         |
|  |                                     |
|  | "Tetrápodo del Bosque petrificado " |
|  |                                     |
|  | Dilophosaurus                       |
|  |                                     |

|  | Coelophysis bauri        |
|  |                          |
|  | Coelophysis rhodesiensis |
|  |                          |
|  | Coelophysis kayentakatae |
|  |                          |

|  | Liliensternus                       |
|  |                                     |
|  | Zupaysaurus                         |
|  |                                     |
|  | "Tetrápodo del Bosque petrificado " |
|  |                                     |
|  | Dilophosaurus                       |
|  |                                     |

|  | Coelophysis bauri        |
|  |                          |
|  | Coelophysis rhodesiensis |
|  |                          |
|  | Coelophysis kayentakatae |
|  |                          |

|  | Liliensternus                       |
|  |                                     |
|  | Zupaysaurus                         |
|  |                                     |
|  | "Tetrápodo del Bosque petrificado " |
|  |                                     |
|  | Dilophosaurus                       |
|  |                                     |

|  | Coelophysis bauri        |
|  |                          |
|  | Coelophysis rhodesiensis |
|  |                          |
|  | Coelophysis kayentakatae |
|  |                          |

|  | Liliensternus                       |
|  |                                     |
|  | Zupaysaurus                         |
|  |                                     |
|  | "Tetrápodo del Bosque petrificado " |
|  |                                     |
|  | Dilophosaurus                       |
|  |                                     |

|  | Coelophysis bauri        |
|  |                          |
|  | Coelophysis rhodesiensis |
|  |                          |
|  | Coelophysis kayentakatae |
|  |                          |

|  | Liliensternus                       |
|  |                                     |
|  | Zupaysaurus                         |
|  |                                     |
|  | "Tetrápodo del Bosque petrificado " |
|  |                                     |
|  | Dilophosaurus                       |
|  |                                     |

|  | Coelophysis bauri        |
|  |                          |
|  | Coelophysis rhodesiensis |
|  |                          |
|  | Coelophysis kayentakatae |
|  |                          |

|  | Liliensternus                       |
|  |                                     |
|  | Zupaysaurus                         |
|  |                                     |
|  | "Tetrápodo del Bosque petrificado " |
|  |                                     |
|  | Dilophosaurus                       |
|  |                                     |

|  | Coelophysis bauri        |
|  |                          |
|  | Coelophysis rhodesiensis |
|  |                          |
|  | Coelophysis kayentakatae |
|  |                          |

|  | Liliensternus                       |
|  |                                     |
|  | Zupaysaurus                         |
|  |                                     |
|  | "Tetrápodo del Bosque petrificado " |
|  |                                     |
|  | Dilophosaurus                       |
|  |                                     |

|  | Coelophysis bauri        |
|  |                          |
|  | Coelophysis rhodesiensis |
|  |                          |
|  | Coelophysis kayentakatae |
|  |                          |

|  | Liliensternus                       |
|  |                                     |
|  | Zupaysaurus                         |
|  |                                     |
|  | "Tetrápodo del Bosque petrificado " |
|  |                                     |
|  | Dilophosaurus                       |
|  |                                     |

|  | Coelophysis bauri        |
|  |                          |
|  | Coelophysis rhodesiensis |
|  |                          |
|  | Coelophysis kayentakatae |
|  |                          |

|  | Liliensternus                       |
|  |                                     |
|  | Zupaysaurus                         |
|  |                                     |
|  | "Tetrápodo del Bosque petrificado " |
|  |                                     |
|  | Dilophosaurus                       |
|  |                                     |

|  | Coelophysis bauri        |
|  |                          |
|  | Coelophysis rhodesiensis |
|  |                          |
|  | Coelophysis kayentakatae |
|  |                          |

|  | Liliensternus                       |
|  |                                     |
|  | Zupaysaurus                         |
|  |                                     |
|  | "Tetrápodo del Bosque petrificado " |
|  |                                     |
|  | Dilophosaurus                       |
|  |                                     |

|  | Tawa         |
|  |              |
|  | Chindesaurus |
|  |              |

|  | Coelophysis bauri        |
|  |                          |
|  | Coelophysis rhodesiensis |
|  |                          |
|  | Coelophysis kayentakatae |
|  |                          |

|  | Liliensternus                       |
|  |                                     |
|  | Zupaysaurus                         |
|  |                                     |
|  | "Tetrápodo del Bosque petrificado " |
|  |                                     |
|  | Dilophosaurus                       |
|  |                                     |

|  | Coelophysis bauri        |
|  |                          |
|  | Coelophysis rhodesiensis |
|  |                          |
|  | Coelophysis kayentakatae |
|  |                          |

|  | Liliensternus                       |
|  |                                     |
|  | Zupaysaurus                         |
|  |                                     |
|  | "Tetrápodo del Bosque petrificado " |
|  |                                     |
|  | Dilophosaurus                       |
|  |                                     |

|  | Coelophysis bauri        |
|  |                          |
|  | Coelophysis rhodesiensis |
|  |                          |
|  | Coelophysis kayentakatae |
|  |                          |

|  | Liliensternus                       |
|  |                                     |
|  | Zupaysaurus                         |
|  |                                     |
|  | "Tetrápodo del Bosque petrificado " |
|  |                                     |
|  | Dilophosaurus                       |
|  |                                     |

|  | Coelophysis bauri        |
|  |                          |
|  | Coelophysis rhodesiensis |
|  |                          |
|  | Coelophysis kayentakatae |
|  |                          |

|  | Liliensternus                       |
|  |                                     |
|  | Zupaysaurus                         |
|  |                                     |
|  | "Tetrápodo del Bosque petrificado " |
|  |                                     |
|  | Dilophosaurus                       |
|  |                                     |

|  | Coelophysis bauri        |
|  |                          |
|  | Coelophysis rhodesiensis |
|  |                          |
|  | Coelophysis kayentakatae |
|  |                          |

|  | Liliensternus                       |
|  |                                     |
|  | Zupaysaurus                         |
|  |                                     |
|  | "Tetrápodo del Bosque petrificado " |
|  |                                     |
|  | Dilophosaurus                       |
|  |                                     |

|  | Coelophysis bauri        |
|  |                          |
|  | Coelophysis rhodesiensis |
|  |                          |
|  | Coelophysis kayentakatae |
|  |                          |

|  | Liliensternus                       |
|  |                                     |
|  | Zupaysaurus                         |
|  |                                     |
|  | "Tetrápodo del Bosque petrificado " |
|  |                                     |
|  | Dilophosaurus                       |
|  |                                     |

|  | Coelophysis bauri        |
|  |                          |
|  | Coelophysis rhodesiensis |
|  |                          |
|  | Coelophysis kayentakatae |
|  |                          |

|  | Liliensternus                       |
|  |                                     |
|  | Zupaysaurus                         |
|  |                                     |
|  | "Tetrápodo del Bosque petrificado " |
|  |                                     |
|  | Dilophosaurus                       |
|  |                                     |

|  | Coelophysis bauri        |
|  |                          |
|  | Coelophysis rhodesiensis |
|  |                          |
|  | Coelophysis kayentakatae |
|  |                          |

|  | Liliensternus                       |
|  |                                     |
|  | Zupaysaurus                         |
|  |                                     |
|  | "Tetrápodo del Bosque petrificado " |
|  |                                     |
|  | Dilophosaurus                       |
|  |                                     |

|  | Coelophysis bauri        |
|  |                          |
|  | Coelophysis rhodesiensis |
|  |                          |
|  | Coelophysis kayentakatae |
|  |                          |

|  | Liliensternus                       |
|  |                                     |
|  | Zupaysaurus                         |
|  |                                     |
|  | "Tetrápodo del Bosque petrificado " |
|  |                                     |
|  | Dilophosaurus                       |
|  |                                     |

|  | Coelophysis bauri        |
|  |                          |
|  | Coelophysis rhodesiensis |
|  |                          |
|  | Coelophysis kayentakatae |
|  |                          |

|  | Liliensternus                       |
|  |                                     |
|  | Zupaysaurus                         |
|  |                                     |
|  | "Tetrápodo del Bosque petrificado " |
|  |                                     |
|  | Dilophosaurus                       |
|  |                                     |

|  | Coelophysis bauri        |
|  |                          |
|  | Coelophysis rhodesiensis |
|  |                          |
|  | Coelophysis kayentakatae |
|  |                          |

|  | Liliensternus                       |
|  |                                     |
|  | Zupaysaurus                         |
|  |                                     |
|  | "Tetrápodo del Bosque petrificado " |
|  |                                     |
|  | Dilophosaurus                       |
|  |                                     |

|  | Coelophysis bauri        |
|  |                          |
|  | Coelophysis rhodesiensis |
|  |                          |
|  | Coelophysis kayentakatae |
|  |                          |

|  | Liliensternus                       |
|  |                                     |
|  | Zupaysaurus                         |
|  |                                     |
|  | "Tetrápodo del Bosque petrificado " |
|  |                                     |
|  | Dilophosaurus                       |
|  |                                     |

|  | Coelophysis bauri        |
|  |                          |
|  | Coelophysis rhodesiensis |
|  |                          |
|  | Coelophysis kayentakatae |
|  |                          |

|  | Liliensternus                       |
|  |                                     |
|  | Zupaysaurus                         |
|  |                                     |
|  | "Tetrápodo del Bosque petrificado " |
|  |                                     |
|  | Dilophosaurus                       |
|  |                                     |

|  | Coelophysis bauri        |
|  |                          |
|  | Coelophysis rhodesiensis |
|  |                          |
|  | Coelophysis kayentakatae |
|  |                          |

|  | Liliensternus                       |
|  |                                     |
|  | Zupaysaurus                         |
|  |                                     |
|  | "Tetrápodo del Bosque petrificado " |
|  |                                     |
|  | Dilophosaurus                       |
|  |                                     |

|  | Coelophysis bauri        |
|  |                          |
|  | Coelophysis rhodesiensis |
|  |                          |
|  | Coelophysis kayentakatae |
|  |                          |

|  | Liliensternus                       |
|  |                                     |
|  | Zupaysaurus                         |
|  |                                     |
|  | "Tetrápodo del Bosque petrificado " |
|  |                                     |
|  | Dilophosaurus                       |
|  |                                     |

|  | Coelophysis bauri        |
|  |                          |
|  | Coelophysis rhodesiensis |
|  |                          |
|  | Coelophysis kayentakatae |
|  |                          |

|  | Liliensternus                       |
|  |                                     |
|  | Zupaysaurus                         |
|  |                                     |
|  | "Tetrápodo del Bosque petrificado " |
|  |                                     |
|  | Dilophosaurus                       |
|  |                                     |

|  | Tawa         |
|  |              |
|  | Chindesaurus |
|  |              |

|  | Coelophysis bauri        |
|  |                          |
|  | Coelophysis rhodesiensis |
|  |                          |
|  | Coelophysis kayentakatae |
|  |                          |

|  | Liliensternus                       |
|  |                                     |
|  | Zupaysaurus                         |
|  |                                     |
|  | "Tetrápodo del Bosque petrificado " |
|  |                                     |
|  | Dilophosaurus                       |
|  |                                     |

|  | Coelophysis bauri        |
|  |                          |
|  | Coelophysis rhodesiensis |
|  |                          |
|  | Coelophysis kayentakatae |
|  |                          |

|  | Liliensternus                       |
|  |                                     |
|  | Zupaysaurus                         |
|  |                                     |
|  | "Tetrápodo del Bosque petrificado " |
|  |                                     |
|  | Dilophosaurus                       |
|  |                                     |

|  | Coelophysis bauri        |
|  |                          |
|  | Coelophysis rhodesiensis |
|  |                          |
|  | Coelophysis kayentakatae |
|  |                          |

|  | Liliensternus                       |
|  |                                     |
|  | Zupaysaurus                         |
|  |                                     |
|  | "Tetrápodo del Bosque petrificado " |
|  |                                     |
|  | Dilophosaurus                       |
|  |                                     |

|  | Coelophysis bauri        |
|  |                          |
|  | Coelophysis rhodesiensis |
|  |                          |
|  | Coelophysis kayentakatae |
|  |                          |

|  | Liliensternus                       |
|  |                                     |
|  | Zupaysaurus                         |
|  |                                     |
|  | "Tetrápodo del Bosque petrificado " |
|  |                                     |
|  | Dilophosaurus                       |
|  |                                     |

|  | Coelophysis bauri        |
|  |                          |
|  | Coelophysis rhodesiensis |
|  |                          |
|  | Coelophysis kayentakatae |
|  |                          |

|  | Liliensternus                       |
|  |                                     |
|  | Zupaysaurus                         |
|  |                                     |
|  | "Tetrápodo del Bosque petrificado " |
|  |                                     |
|  | Dilophosaurus                       |
|  |                                     |

|  | Coelophysis bauri        |
|  |                          |
|  | Coelophysis rhodesiensis |
|  |                          |
|  | Coelophysis kayentakatae |
|  |                          |

|  | Liliensternus                       |
|  |                                     |
|  | Zupaysaurus                         |
|  |                                     |
|  | "Tetrápodo del Bosque petrificado " |
|  |                                     |
|  | Dilophosaurus                       |
|  |                                     |

|  | Coelophysis bauri        |
|  |                          |
|  | Coelophysis rhodesiensis |
|  |                          |
|  | Coelophysis kayentakatae |
|  |                          |

|  | Liliensternus                       |
|  |                                     |
|  | Zupaysaurus                         |
|  |                                     |
|  | "Tetrápodo del Bosque petrificado " |
|  |                                     |
|  | Dilophosaurus                       |
|  |                                     |

|  | Coelophysis bauri        |
|  |                          |
|  | Coelophysis rhodesiensis |
|  |                          |
|  | Coelophysis kayentakatae |
|  |                          |

|  | Liliensternus                       |
|  |                                     |
|  | Zupaysaurus                         |
|  |                                     |
|  | "Tetrápodo del Bosque petrificado " |
|  |                                     |
|  | Dilophosaurus                       |
|  |                                     |

|  | Coelophysis bauri        |
|  |                          |
|  | Coelophysis rhodesiensis |
|  |                          |
|  | Coelophysis kayentakatae |
|  |                          |

|  | Liliensternus                       |
|  |                                     |
|  | Zupaysaurus                         |
|  |                                     |
|  | "Tetrápodo del Bosque petrificado " |
|  |                                     |
|  | Dilophosaurus                       |
|  |                                     |

|  | Coelophysis bauri        |
|  |                          |
|  | Coelophysis rhodesiensis |
|  |                          |
|  | Coelophysis kayentakatae |
|  |                          |

|  | Liliensternus                       |
|  |                                     |
|  | Zupaysaurus                         |
|  |                                     |
|  | "Tetrápodo del Bosque petrificado " |
|  |                                     |
|  | Dilophosaurus                       |
|  |                                     |

|  | Coelophysis bauri        |
|  |                          |
|  | Coelophysis rhodesiensis |
|  |                          |
|  | Coelophysis kayentakatae |
|  |                          |

|  | Liliensternus                       |
|  |                                     |
|  | Zupaysaurus                         |
|  |                                     |
|  | "Tetrápodo del Bosque petrificado " |
|  |                                     |
|  | Dilophosaurus                       |
|  |                                     |

|  | Coelophysis bauri        |
|  |                          |
|  | Coelophysis rhodesiensis |
|  |                          |
|  | Coelophysis kayentakatae |
|  |                          |

|  | Liliensternus                       |
|  |                                     |
|  | Zupaysaurus                         |
|  |                                     |
|  | "Tetrápodo del Bosque petrificado " |
|  |                                     |
|  | Dilophosaurus                       |
|  |                                     |

|  | Coelophysis bauri        |
|  |                          |
|  | Coelophysis rhodesiensis |
|  |                          |
|  | Coelophysis kayentakatae |
|  |                          |

|  | Liliensternus                       |
|  |                                     |
|  | Zupaysaurus                         |
|  |                                     |
|  | "Tetrápodo del Bosque petrificado " |
|  |                                     |
|  | Dilophosaurus                       |
|  |                                     |

|  | Coelophysis bauri        |
|  |                          |
|  | Coelophysis rhodesiensis |
|  |                          |
|  | Coelophysis kayentakatae |
|  |                          |

|  | Liliensternus                       |
|  |                                     |
|  | Zupaysaurus                         |
|  |                                     |
|  | "Tetrápodo del Bosque petrificado " |
|  |                                     |
|  | Dilophosaurus                       |
|  |                                     |

|  | Coelophysis bauri        |
|  |                          |
|  | Coelophysis rhodesiensis |
|  |                          |
|  | Coelophysis kayentakatae |
|  |                          |

|  | Liliensternus                       |
|  |                                     |
|  | Zupaysaurus                         |
|  |                                     |
|  | "Tetrápodo del Bosque petrificado " |
|  |                                     |
|  | Dilophosaurus                       |
|  |                                     |

|  | Coelophysis bauri        |
|  |                          |
|  | Coelophysis rhodesiensis |
|  |                          |
|  | Coelophysis kayentakatae |
|  |                          |

|  | Liliensternus                       |
|  |                                     |
|  | Zupaysaurus                         |
|  |                                     |
|  | "Tetrápodo del Bosque petrificado " |
|  |                                     |
|  | Dilophosaurus                       |
|  |                                     |

|  | Tawa         |
|  |              |
|  | Chindesaurus |
|  |              |

|  | Coelophysis bauri        |
|  |                          |
|  | Coelophysis rhodesiensis |
|  |                          |
|  | Coelophysis kayentakatae |
|  |                          |

|  | Liliensternus                       |
|  |                                     |
|  | Zupaysaurus                         |
|  |                                     |
|  | "Tetrápodo del Bosque petrificado " |
|  |                                     |
|  | Dilophosaurus                       |
|  |                                     |

|  | Coelophysis bauri        |
|  |                          |
|  | Coelophysis rhodesiensis |
|  |                          |
|  | Coelophysis kayentakatae |
|  |                          |

|  | Liliensternus                       |
|  |                                     |
|  | Zupaysaurus                         |
|  |                                     |
|  | "Tetrápodo del Bosque petrificado " |
|  |                                     |
|  | Dilophosaurus                       |
|  |                                     |

|  | Coelophysis bauri        |
|  |                          |
|  | Coelophysis rhodesiensis |
|  |                          |
|  | Coelophysis kayentakatae |
|  |                          |

|  | Liliensternus                       |
|  |                                     |
|  | Zupaysaurus                         |
|  |                                     |
|  | "Tetrápodo del Bosque petrificado " |
|  |                                     |
|  | Dilophosaurus                       |
|  |                                     |

|  | Coelophysis bauri        |
|  |                          |
|  | Coelophysis rhodesiensis |
|  |                          |
|  | Coelophysis kayentakatae |
|  |                          |

|  | Liliensternus                       |
|  |                                     |
|  | Zupaysaurus                         |
|  |                                     |
|  | "Tetrápodo del Bosque petrificado " |
|  |                                     |
|  | Dilophosaurus                       |
|  |                                     |

|  | Coelophysis bauri        |
|  |                          |
|  | Coelophysis rhodesiensis |
|  |                          |
|  | Coelophysis kayentakatae |
|  |                          |

|  | Liliensternus                       |
|  |                                     |
|  | Zupaysaurus                         |
|  |                                     |
|  | "Tetrápodo del Bosque petrificado " |
|  |                                     |
|  | Dilophosaurus                       |
|  |                                     |

|  | Coelophysis bauri        |
|  |                          |
|  | Coelophysis rhodesiensis |
|  |                          |
|  | Coelophysis kayentakatae |
|  |                          |

|  | Liliensternus                       |
|  |                                     |
|  | Zupaysaurus                         |
|  |                                     |
|  | "Tetrápodo del Bosque petrificado " |
|  |                                     |
|  | Dilophosaurus                       |
|  |                                     |

|  | Coelophysis bauri        |
|  |                          |
|  | Coelophysis rhodesiensis |
|  |                          |
|  | Coelophysis kayentakatae |
|  |                          |

|  | Liliensternus                       |
|  |                                     |
|  | Zupaysaurus                         |
|  |                                     |
|  | "Tetrápodo del Bosque petrificado " |
|  |                                     |
|  | Dilophosaurus                       |
|  |                                     |

|  | Coelophysis bauri        |
|  |                          |
|  | Coelophysis rhodesiensis |
|  |                          |
|  | Coelophysis kayentakatae |
|  |                          |

|  | Liliensternus                       |
|  |                                     |
|  | Zupaysaurus                         |
|  |                                     |
|  | "Tetrápodo del Bosque petrificado " |
|  |                                     |
|  | Dilophosaurus                       |
|  |                                     |

|  | Coelophysis bauri        |
|  |                          |
|  | Coelophysis rhodesiensis |
|  |                          |
|  | Coelophysis kayentakatae |
|  |                          |

|  | Liliensternus                       |
|  |                                     |
|  | Zupaysaurus                         |
|  |                                     |
|  | "Tetrápodo del Bosque petrificado " |
|  |                                     |
|  | Dilophosaurus                       |
|  |                                     |

|  | Coelophysis bauri        |
|  |                          |
|  | Coelophysis rhodesiensis |
|  |                          |
|  | Coelophysis kayentakatae |
|  |                          |

|  | Liliensternus                       |
|  |                                     |
|  | Zupaysaurus                         |
|  |                                     |
|  | "Tetrápodo del Bosque petrificado " |
|  |                                     |
|  | Dilophosaurus                       |
|  |                                     |

|  | Coelophysis bauri        |
|  |                          |
|  | Coelophysis rhodesiensis |
|  |                          |
|  | Coelophysis kayentakatae |
|  |                          |

|  | Liliensternus                       |
|  |                                     |
|  | Zupaysaurus                         |
|  |                                     |
|  | "Tetrápodo del Bosque petrificado " |
|  |                                     |
|  | Dilophosaurus                       |
|  |                                     |

|  | Coelophysis bauri        |
|  |                          |
|  | Coelophysis rhodesiensis |
|  |                          |
|  | Coelophysis kayentakatae |
|  |                          |

|  | Liliensternus                       |
|  |                                     |
|  | Zupaysaurus                         |
|  |                                     |
|  | "Tetrápodo del Bosque petrificado " |
|  |                                     |
|  | Dilophosaurus                       |
|  |                                     |

|  | Coelophysis bauri        |
|  |                          |
|  | Coelophysis rhodesiensis |
|  |                          |
|  | Coelophysis kayentakatae |
|  |                          |

|  | Liliensternus                       |
|  |                                     |
|  | Zupaysaurus                         |
|  |                                     |
|  | "Tetrápodo del Bosque petrificado " |
|  |                                     |
|  | Dilophosaurus                       |
|  |                                     |

|  | Coelophysis bauri        |
|  |                          |
|  | Coelophysis rhodesiensis |
|  |                          |
|  | Coelophysis kayentakatae |
|  |                          |

|  | Liliensternus                       |
|  |                                     |
|  | Zupaysaurus                         |
|  |                                     |
|  | "Tetrápodo del Bosque petrificado " |
|  |                                     |
|  | Dilophosaurus                       |
|  |                                     |

|  | Coelophysis bauri        |
|  |                          |
|  | Coelophysis rhodesiensis |
|  |                          |
|  | Coelophysis kayentakatae |
|  |                          |

|  | Liliensternus                       |
|  |                                     |
|  | Zupaysaurus                         |
|  |                                     |
|  | "Tetrápodo del Bosque petrificado " |
|  |                                     |
|  | Dilophosaurus                       |
|  |                                     |

|  | Coelophysis bauri        |
|  |                          |
|  | Coelophysis rhodesiensis |
|  |                          |
|  | Coelophysis kayentakatae |
|  |                          |

|  | Liliensternus                       |
|  |                                     |
|  | Zupaysaurus                         |
|  |                                     |
|  | "Tetrápodo del Bosque petrificado " |
|  |                                     |
|  | Dilophosaurus                       |
|  |                                     |

|  | Tawa         |
|  |              |
|  | Chindesaurus |
|  |              |

|  | Coelophysis bauri        |
|  |                          |
|  | Coelophysis rhodesiensis |
|  |                          |
|  | Coelophysis kayentakatae |
|  |                          |

|  | Liliensternus                       |
|  |                                     |
|  | Zupaysaurus                         |
|  |                                     |
|  | "Tetrápodo del Bosque petrificado " |
|  |                                     |
|  | Dilophosaurus                       |
|  |                                     |

|  | Coelophysis bauri        |
|  |                          |
|  | Coelophysis rhodesiensis |
|  |                          |
|  | Coelophysis kayentakatae |
|  |                          |

|  | Liliensternus                       |
|  |                                     |
|  | Zupaysaurus                         |
|  |                                     |
|  | "Tetrápodo del Bosque petrificado " |
|  |                                     |
|  | Dilophosaurus                       |
|  |                                     |

|  | Coelophysis bauri        |
|  |                          |
|  | Coelophysis rhodesiensis |
|  |                          |
|  | Coelophysis kayentakatae |
|  |                          |

|  | Liliensternus                       |
|  |                                     |
|  | Zupaysaurus                         |
|  |                                     |
|  | "Tetrápodo del Bosque petrificado " |
|  |                                     |
|  | Dilophosaurus                       |
|  |                                     |

|  | Coelophysis bauri        |
|  |                          |
|  | Coelophysis rhodesiensis |
|  |                          |
|  | Coelophysis kayentakatae |
|  |                          |

|  | Liliensternus                       |
|  |                                     |
|  | Zupaysaurus                         |
|  |                                     |
|  | "Tetrápodo del Bosque petrificado " |
|  |                                     |
|  | Dilophosaurus                       |
|  |                                     |

|  | Coelophysis bauri        |
|  |                          |
|  | Coelophysis rhodesiensis |
|  |                          |
|  | Coelophysis kayentakatae |
|  |                          |

|  | Liliensternus                       |
|  |                                     |
|  | Zupaysaurus                         |
|  |                                     |
|  | "Tetrápodo del Bosque petrificado " |
|  |                                     |
|  | Dilophosaurus                       |
|  |                                     |

|  | Coelophysis bauri        |
|  |                          |
|  | Coelophysis rhodesiensis |
|  |                          |
|  | Coelophysis kayentakatae |
|  |                          |

|  | Liliensternus                       |
|  |                                     |
|  | Zupaysaurus                         |
|  |                                     |
|  | "Tetrápodo del Bosque petrificado " |
|  |                                     |
|  | Dilophosaurus                       |
|  |                                     |

|  | Coelophysis bauri        |
|  |                          |
|  | Coelophysis rhodesiensis |
|  |                          |
|  | Coelophysis kayentakatae |
|  |                          |

|  | Liliensternus                       |
|  |                                     |
|  | Zupaysaurus                         |
|  |                                     |
|  | "Tetrápodo del Bosque petrificado " |
|  |                                     |
|  | Dilophosaurus                       |
|  |                                     |

|  | Coelophysis bauri        |
|  |                          |
|  | Coelophysis rhodesiensis |
|  |                          |
|  | Coelophysis kayentakatae |
|  |                          |

|  | Liliensternus                       |
|  |                                     |
|  | Zupaysaurus                         |
|  |                                     |
|  | "Tetrápodo del Bosque petrificado " |
|  |                                     |
|  | Dilophosaurus                       |
|  |                                     |

|  | Coelophysis bauri        |
|  |                          |
|  | Coelophysis rhodesiensis |
|  |                          |
|  | Coelophysis kayentakatae |
|  |                          |

|  | Liliensternus                       |
|  |                                     |
|  | Zupaysaurus                         |
|  |                                     |
|  | "Tetrápodo del Bosque petrificado " |
|  |                                     |
|  | Dilophosaurus                       |
|  |                                     |

|  | Coelophysis bauri        |
|  |                          |
|  | Coelophysis rhodesiensis |
|  |                          |
|  | Coelophysis kayentakatae |
|  |                          |

|  | Liliensternus                       |
|  |                                     |
|  | Zupaysaurus                         |
|  |                                     |
|  | "Tetrápodo del Bosque petrificado " |
|  |                                     |
|  | Dilophosaurus                       |
|  |                                     |

|  | Coelophysis bauri        |
|  |                          |
|  | Coelophysis rhodesiensis |
|  |                          |
|  | Coelophysis kayentakatae |
|  |                          |

|  | Liliensternus                       |
|  |                                     |
|  | Zupaysaurus                         |
|  |                                     |
|  | "Tetrápodo del Bosque petrificado " |
|  |                                     |
|  | Dilophosaurus                       |
|  |                                     |

|  | Coelophysis bauri        |
|  |                          |
|  | Coelophysis rhodesiensis |
|  |                          |
|  | Coelophysis kayentakatae |
|  |                          |

|  | Liliensternus                       |
|  |                                     |
|  | Zupaysaurus                         |
|  |                                     |
|  | "Tetrápodo del Bosque petrificado " |
|  |                                     |
|  | Dilophosaurus                       |
|  |                                     |

|  | Coelophysis bauri        |
|  |                          |
|  | Coelophysis rhodesiensis |
|  |                          |
|  | Coelophysis kayentakatae |
|  |                          |

|  | Liliensternus                       |
|  |                                     |
|  | Zupaysaurus                         |
|  |                                     |
|  | "Tetrápodo del Bosque petrificado " |
|  |                                     |
|  | Dilophosaurus                       |
|  |                                     |

|  | Coelophysis bauri        |
|  |                          |
|  | Coelophysis rhodesiensis |
|  |                          |
|  | Coelophysis kayentakatae |
|  |                          |

|  | Liliensternus                       |
|  |                                     |
|  | Zupaysaurus                         |
|  |                                     |
|  | "Tetrápodo del Bosque petrificado " |
|  |                                     |
|  | Dilophosaurus                       |
|  |                                     |

|  | Coelophysis bauri        |
|  |                          |
|  | Coelophysis rhodesiensis |
|  |                          |
|  | Coelophysis kayentakatae |
|  |                          |

|  | Liliensternus                       |
|  |                                     |
|  | Zupaysaurus                         |
|  |                                     |
|  | "Tetrápodo del Bosque petrificado " |
|  |                                     |
|  | Dilophosaurus                       |
|  |                                     |

|  | Coelophysis bauri        |
|  |                          |
|  | Coelophysis rhodesiensis |
|  |                          |
|  | Coelophysis kayentakatae |
|  |                          |

|  | Liliensternus                       |
|  |                                     |
|  | Zupaysaurus                         |
|  |                                     |
|  | "Tetrápodo del Bosque petrificado " |
|  |                                     |
|  | Dilophosaurus                       |
|  |                                     |

|  | Tawa         |
|  |              |
|  | Chindesaurus |
|  |              |

|  | Coelophysis bauri        |
|  |                          |
|  | Coelophysis rhodesiensis |
|  |                          |
|  | Coelophysis kayentakatae |
|  |                          |

|  | Liliensternus                       |
|  |                                     |
|  | Zupaysaurus                         |
|  |                                     |
|  | "Tetrápodo del Bosque petrificado " |
|  |                                     |
|  | Dilophosaurus                       |
|  |                                     |

|  | Coelophysis bauri        |
|  |                          |
|  | Coelophysis rhodesiensis |
|  |                          |
|  | Coelophysis kayentakatae |
|  |                          |

|  | Liliensternus                       |
|  |                                     |
|  | Zupaysaurus                         |
|  |                                     |
|  | "Tetrápodo del Bosque petrificado " |
|  |                                     |
|  | Dilophosaurus                       |
|  |                                     |

|  | Coelophysis bauri        |
|  |                          |
|  | Coelophysis rhodesiensis |
|  |                          |
|  | Coelophysis kayentakatae |
|  |                          |

|  | Liliensternus                       |
|  |                                     |
|  | Zupaysaurus                         |
|  |                                     |
|  | "Tetrápodo del Bosque petrificado " |
|  |                                     |
|  | Dilophosaurus                       |
|  |                                     |

|  | Coelophysis bauri        |
|  |                          |
|  | Coelophysis rhodesiensis |
|  |                          |
|  | Coelophysis kayentakatae |
|  |                          |

|  | Liliensternus                       |
|  |                                     |
|  | Zupaysaurus                         |
|  |                                     |
|  | "Tetrápodo del Bosque petrificado " |
|  |                                     |
|  | Dilophosaurus                       |
|  |                                     |

|  | Coelophysis bauri        |
|  |                          |
|  | Coelophysis rhodesiensis |
|  |                          |
|  | Coelophysis kayentakatae |
|  |                          |

|  | Liliensternus                       |
|  |                                     |
|  | Zupaysaurus                         |
|  |                                     |
|  | "Tetrápodo del Bosque petrificado " |
|  |                                     |
|  | Dilophosaurus                       |
|  |                                     |

|  | Coelophysis bauri        |
|  |                          |
|  | Coelophysis rhodesiensis |
|  |                          |
|  | Coelophysis kayentakatae |
|  |                          |

|  | Liliensternus                       |
|  |                                     |
|  | Zupaysaurus                         |
|  |                                     |
|  | "Tetrápodo del Bosque petrificado " |
|  |                                     |
|  | Dilophosaurus                       |
|  |                                     |

|  | Coelophysis bauri        |
|  |                          |
|  | Coelophysis rhodesiensis |
|  |                          |
|  | Coelophysis kayentakatae |
|  |                          |

|  | Liliensternus                       |
|  |                                     |
|  | Zupaysaurus                         |
|  |                                     |
|  | "Tetrápodo del Bosque petrificado " |
|  |                                     |
|  | Dilophosaurus                       |
|  |                                     |

|  | Coelophysis bauri        |
|  |                          |
|  | Coelophysis rhodesiensis |
|  |                          |
|  | Coelophysis kayentakatae |
|  |                          |

|  | Liliensternus                       |
|  |                                     |
|  | Zupaysaurus                         |
|  |                                     |
|  | "Tetrápodo del Bosque petrificado " |
|  |                                     |
|  | Dilophosaurus                       |
|  |                                     |

|  | Coelophysis bauri        |
|  |                          |
|  | Coelophysis rhodesiensis |
|  |                          |
|  | Coelophysis kayentakatae |
|  |                          |

|  | Liliensternus                       |
|  |                                     |
|  | Zupaysaurus                         |
|  |                                     |
|  | "Tetrápodo del Bosque petrificado " |
|  |                                     |
|  | Dilophosaurus                       |
|  |                                     |

|  | Coelophysis bauri        |
|  |                          |
|  | Coelophysis rhodesiensis |
|  |                          |
|  | Coelophysis kayentakatae |
|  |                          |

|  | Liliensternus                       |
|  |                                     |
|  | Zupaysaurus                         |
|  |                                     |
|  | "Tetrápodo del Bosque petrificado " |
|  |                                     |
|  | Dilophosaurus                       |
|  |                                     |

|  | Coelophysis bauri        |
|  |                          |
|  | Coelophysis rhodesiensis |
|  |                          |
|  | Coelophysis kayentakatae |
|  |                          |

|  | Liliensternus                       |
|  |                                     |
|  | Zupaysaurus                         |
|  |                                     |
|  | "Tetrápodo del Bosque petrificado " |
|  |                                     |
|  | Dilophosaurus                       |
|  |                                     |

|  | Coelophysis bauri        |
|  |                          |
|  | Coelophysis rhodesiensis |
|  |                          |
|  | Coelophysis kayentakatae |
|  |                          |

|  | Liliensternus                       |
|  |                                     |
|  | Zupaysaurus                         |
|  |                                     |
|  | "Tetrápodo del Bosque petrificado " |
|  |                                     |
|  | Dilophosaurus                       |
|  |                                     |

|  | Coelophysis bauri        |
|  |                          |
|  | Coelophysis rhodesiensis |
|  |                          |
|  | Coelophysis kayentakatae |
|  |                          |

|  | Liliensternus                       |
|  |                                     |
|  | Zupaysaurus                         |
|  |                                     |
|  | "Tetrápodo del Bosque petrificado " |
|  |                                     |
|  | Dilophosaurus                       |
|  |                                     |

|  | Coelophysis bauri        |
|  |                          |
|  | Coelophysis rhodesiensis |
|  |                          |
|  | Coelophysis kayentakatae |
|  |                          |

|  | Liliensternus                       |
|  |                                     |
|  | Zupaysaurus                         |
|  |                                     |
|  | "Tetrápodo del Bosque petrificado " |
|  |                                     |
|  | Dilophosaurus                       |
|  |                                     |

|  | Coelophysis bauri        |
|  |                          |
|  | Coelophysis rhodesiensis |
|  |                          |
|  | Coelophysis kayentakatae |
|  |                          |

|  | Liliensternus                       |
|  |                                     |
|  | Zupaysaurus                         |
|  |                                     |
|  | "Tetrápodo del Bosque petrificado " |
|  |                                     |
|  | Dilophosaurus                       |
|  |                                     |

|  | Coelophysis bauri        |
|  |                          |
|  | Coelophysis rhodesiensis |
|  |                          |
|  | Coelophysis kayentakatae |
|  |                          |

|  | Liliensternus                       |
|  |                                     |
|  | Zupaysaurus                         |
|  |                                     |
|  | "Tetrápodo del Bosque petrificado " |
|  |                                     |
|  | Dilophosaurus                       |
|  |                                     |

|  | Tawa         |
|  |              |
|  | Chindesaurus |
|  |              |

|  | Coelophysis bauri        |
|  |                          |
|  | Coelophysis rhodesiensis |
|  |                          |
|  | Coelophysis kayentakatae |
|  |                          |

|  | Liliensternus                       |
|  |                                     |
|  | Zupaysaurus                         |
|  |                                     |
|  | "Tetrápodo del Bosque petrificado " |
|  |                                     |
|  | Dilophosaurus                       |
|  |                                     |

|  | Coelophysis bauri        |
|  |                          |
|  | Coelophysis rhodesiensis |
|  |                          |
|  | Coelophysis kayentakatae |
|  |                          |

|  | Liliensternus                       |
|  |                                     |
|  | Zupaysaurus                         |
|  |                                     |
|  | "Tetrápodo del Bosque petrificado " |
|  |                                     |
|  | Dilophosaurus                       |
|  |                                     |

|  | Coelophysis bauri        |
|  |                          |
|  | Coelophysis rhodesiensis |
|  |                          |
|  | Coelophysis kayentakatae |
|  |                          |

|  | Liliensternus                       |
|  |                                     |
|  | Zupaysaurus                         |
|  |                                     |
|  | "Tetrápodo del Bosque petrificado " |
|  |                                     |
|  | Dilophosaurus                       |
|  |                                     |

|  | Coelophysis bauri        |
|  |                          |
|  | Coelophysis rhodesiensis |
|  |                          |
|  | Coelophysis kayentakatae |
|  |                          |

|  | Liliensternus                       |
|  |                                     |
|  | Zupaysaurus                         |
|  |                                     |
|  | "Tetrápodo del Bosque petrificado " |
|  |                                     |
|  | Dilophosaurus                       |
|  |                                     |

|  | Coelophysis bauri        |
|  |                          |
|  | Coelophysis rhodesiensis |
|  |                          |
|  | Coelophysis kayentakatae |
|  |                          |

|  | Liliensternus                       |
|  |                                     |
|  | Zupaysaurus                         |
|  |                                     |
|  | "Tetrápodo del Bosque petrificado " |
|  |                                     |
|  | Dilophosaurus                       |
|  |                                     |

|  | Coelophysis bauri        |
|  |                          |
|  | Coelophysis rhodesiensis |
|  |                          |
|  | Coelophysis kayentakatae |
|  |                          |

|  | Liliensternus                       |
|  |                                     |
|  | Zupaysaurus                         |
|  |                                     |
|  | "Tetrápodo del Bosque petrificado " |
|  |                                     |
|  | Dilophosaurus                       |
|  |                                     |

|  | Coelophysis bauri        |
|  |                          |
|  | Coelophysis rhodesiensis |
|  |                          |
|  | Coelophysis kayentakatae |
|  |                          |

|  | Liliensternus                       |
|  |                                     |
|  | Zupaysaurus                         |
|  |                                     |
|  | "Tetrápodo del Bosque petrificado " |
|  |                                     |
|  | Dilophosaurus                       |
|  |                                     |

|  | Coelophysis bauri        |
|  |                          |
|  | Coelophysis rhodesiensis |
|  |                          |
|  | Coelophysis kayentakatae |
|  |                          |

|  | Liliensternus                       |
|  |                                     |
|  | Zupaysaurus                         |
|  |                                     |
|  | "Tetrápodo del Bosque petrificado " |
|  |                                     |
|  | Dilophosaurus                       |
|  |                                     |

|  | Coelophysis bauri        |
|  |                          |
|  | Coelophysis rhodesiensis |
|  |                          |
|  | Coelophysis kayentakatae |
|  |                          |

|  | Liliensternus                       |
|  |                                     |
|  | Zupaysaurus                         |
|  |                                     |
|  | "Tetrápodo del Bosque petrificado " |
|  |                                     |
|  | Dilophosaurus                       |
|  |                                     |

|  | Coelophysis bauri        |
|  |                          |
|  | Coelophysis rhodesiensis |
|  |                          |
|  | Coelophysis kayentakatae |
|  |                          |

|  | Liliensternus                       |
|  |                                     |
|  | Zupaysaurus                         |
|  |                                     |
|  | "Tetrápodo del Bosque petrificado " |
|  |                                     |
|  | Dilophosaurus                       |
|  |                                     |

|  | Coelophysis bauri        |
|  |                          |
|  | Coelophysis rhodesiensis |
|  |                          |
|  | Coelophysis kayentakatae |
|  |                          |

|  | Liliensternus                       |
|  |                                     |
|  | Zupaysaurus                         |
|  |                                     |
|  | "Tetrápodo del Bosque petrificado " |
|  |                                     |
|  | Dilophosaurus                       |
|  |                                     |

|  | Coelophysis bauri        |
|  |                          |
|  | Coelophysis rhodesiensis |
|  |                          |
|  | Coelophysis kayentakatae |
|  |                          |

|  | Liliensternus                       |
|  |                                     |
|  | Zupaysaurus                         |
|  |                                     |
|  | "Tetrápodo del Bosque petrificado " |
|  |                                     |
|  | Dilophosaurus                       |
|  |                                     |

|  | Coelophysis bauri        |
|  |                          |
|  | Coelophysis rhodesiensis |
|  |                          |
|  | Coelophysis kayentakatae |
|  |                          |

|  | Liliensternus                       |
|  |                                     |
|  | Zupaysaurus                         |
|  |                                     |
|  | "Tetrápodo del Bosque petrificado " |
|  |                                     |
|  | Dilophosaurus                       |
|  |                                     |

|  | Coelophysis bauri        |
|  |                          |
|  | Coelophysis rhodesiensis |
|  |                          |
|  | Coelophysis kayentakatae |
|  |                          |

|  | Liliensternus                       |
|  |                                     |
|  | Zupaysaurus                         |
|  |                                     |
|  | "Tetrápodo del Bosque petrificado " |
|  |                                     |
|  | Dilophosaurus                       |
|  |                                     |

|  | Coelophysis bauri        |
|  |                          |
|  | Coelophysis rhodesiensis |
|  |                          |
|  | Coelophysis kayentakatae |
|  |                          |

|  | Liliensternus                       |
|  |                                     |
|  | Zupaysaurus                         |
|  |                                     |
|  | "Tetrápodo del Bosque petrificado " |
|  |                                     |
|  | Dilophosaurus                       |
|  |                                     |

|  | Coelophysis bauri        |
|  |                          |
|  | Coelophysis rhodesiensis |
|  |                          |
|  | Coelophysis kayentakatae |
|  |                          |

|  | Liliensternus                       |
|  |                                     |
|  | Zupaysaurus                         |
|  |                                     |
|  | "Tetrápodo del Bosque petrificado " |
|  |                                     |
|  | Dilophosaurus                       |
|  |                                     |

|  | Tawa         |
|  |              |
|  | Chindesaurus |
|  |              |

|  | Coelophysis bauri        |
|  |                          |
|  | Coelophysis rhodesiensis |
|  |                          |
|  | Coelophysis kayentakatae |
|  |                          |

|  | Liliensternus                       |
|  |                                     |
|  | Zupaysaurus                         |
|  |                                     |
|  | "Tetrápodo del Bosque petrificado " |
|  |                                     |
|  | Dilophosaurus                       |
|  |                                     |

|  | Coelophysis bauri        |
|  |                          |
|  | Coelophysis rhodesiensis |
|  |                          |
|  | Coelophysis kayentakatae |
|  |                          |

|  | Liliensternus                       |
|  |                                     |
|  | Zupaysaurus                         |
|  |                                     |
|  | "Tetrápodo del Bosque petrificado " |
|  |                                     |
|  | Dilophosaurus                       |
|  |                                     |

|  | Coelophysis bauri        |
|  |                          |
|  | Coelophysis rhodesiensis |
|  |                          |
|  | Coelophysis kayentakatae |
|  |                          |

|  | Liliensternus                       |
|  |                                     |
|  | Zupaysaurus                         |
|  |                                     |
|  | "Tetrápodo del Bosque petrificado " |
|  |                                     |
|  | Dilophosaurus                       |
|  |                                     |

|  | Coelophysis bauri        |
|  |                          |
|  | Coelophysis rhodesiensis |
|  |                          |
|  | Coelophysis kayentakatae |
|  |                          |

|  | Liliensternus                       |
|  |                                     |
|  | Zupaysaurus                         |
|  |                                     |
|  | "Tetrápodo del Bosque petrificado " |
|  |                                     |
|  | Dilophosaurus                       |
|  |                                     |

|  | Coelophysis bauri        |
|  |                          |
|  | Coelophysis rhodesiensis |
|  |                          |
|  | Coelophysis kayentakatae |
|  |                          |

|  | Liliensternus                       |
|  |                                     |
|  | Zupaysaurus                         |
|  |                                     |
|  | "Tetrápodo del Bosque petrificado " |
|  |                                     |
|  | Dilophosaurus                       |
|  |                                     |

|  | Coelophysis bauri        |
|  |                          |
|  | Coelophysis rhodesiensis |
|  |                          |
|  | Coelophysis kayentakatae |
|  |                          |

|  | Liliensternus                       |
|  |                                     |
|  | Zupaysaurus                         |
|  |                                     |
|  | "Tetrápodo del Bosque petrificado " |
|  |                                     |
|  | Dilophosaurus                       |
|  |                                     |

|  | Coelophysis bauri        |
|  |                          |
|  | Coelophysis rhodesiensis |
|  |                          |
|  | Coelophysis kayentakatae |
|  |                          |

|  | Liliensternus                       |
|  |                                     |
|  | Zupaysaurus                         |
|  |                                     |
|  | "Tetrápodo del Bosque petrificado " |
|  |                                     |
|  | Dilophosaurus                       |
|  |                                     |

|  | Coelophysis bauri        |
|  |                          |
|  | Coelophysis rhodesiensis |
|  |                          |
|  | Coelophysis kayentakatae |
|  |                          |

|  | Liliensternus                       |
|  |                                     |
|  | Zupaysaurus                         |
|  |                                     |
|  | "Tetrápodo del Bosque petrificado " |
|  |                                     |
|  | Dilophosaurus                       |
|  |                                     |

|  | Coelophysis bauri        |
|  |                          |
|  | Coelophysis rhodesiensis |
|  |                          |
|  | Coelophysis kayentakatae |
|  |                          |

|  | Liliensternus                       |
|  |                                     |
|  | Zupaysaurus                         |
|  |                                     |
|  | "Tetrápodo del Bosque petrificado " |
|  |                                     |
|  | Dilophosaurus                       |
|  |                                     |

|  | Coelophysis bauri        |
|  |                          |
|  | Coelophysis rhodesiensis |
|  |                          |
|  | Coelophysis kayentakatae |
|  |                          |

|  | Liliensternus                       |
|  |                                     |
|  | Zupaysaurus                         |
|  |                                     |
|  | "Tetrápodo del Bosque petrificado " |
|  |                                     |
|  | Dilophosaurus                       |
|  |                                     |

|  | Coelophysis bauri        |
|  |                          |
|  | Coelophysis rhodesiensis |
|  |                          |
|  | Coelophysis kayentakatae |
|  |                          |

|  | Liliensternus                       |
|  |                                     |
|  | Zupaysaurus                         |
|  |                                     |
|  | "Tetrápodo del Bosque petrificado " |
|  |                                     |
|  | Dilophosaurus                       |
|  |                                     |

|  | Coelophysis bauri        |
|  |                          |
|  | Coelophysis rhodesiensis |
|  |                          |
|  | Coelophysis kayentakatae |
|  |                          |

|  | Liliensternus                       |
|  |                                     |
|  | Zupaysaurus                         |
|  |                                     |
|  | "Tetrápodo del Bosque petrificado " |
|  |                                     |
|  | Dilophosaurus                       |
|  |                                     |

|  | Coelophysis bauri        |
|  |                          |
|  | Coelophysis rhodesiensis |
|  |                          |
|  | Coelophysis kayentakatae |
|  |                          |

|  | Liliensternus                       |
|  |                                     |
|  | Zupaysaurus                         |
|  |                                     |
|  | "Tetrápodo del Bosque petrificado " |
|  |                                     |
|  | Dilophosaurus                       |
|  |                                     |

|  | Coelophysis bauri        |
|  |                          |
|  | Coelophysis rhodesiensis |
|  |                          |
|  | Coelophysis kayentakatae |
|  |                          |

|  | Liliensternus                       |
|  |                                     |
|  | Zupaysaurus                         |
|  |                                     |
|  | "Tetrápodo del Bosque petrificado " |
|  |                                     |
|  | Dilophosaurus                       |
|  |                                     |

|  | Coelophysis bauri        |
|  |                          |
|  | Coelophysis rhodesiensis |
|  |                          |
|  | Coelophysis kayentakatae |
|  |                          |

|  | Liliensternus                       |
|  |                                     |
|  | Zupaysaurus                         |
|  |                                     |
|  | "Tetrápodo del Bosque petrificado " |
|  |                                     |
|  | Dilophosaurus                       |
|  |                                     |

|  | Coelophysis bauri        |
|  |                          |
|  | Coelophysis rhodesiensis |
|  |                          |
|  | Coelophysis kayentakatae |
|  |                          |

|  | Liliensternus                       |
|  |                                     |
|  | Zupaysaurus                         |
|  |                                     |
|  | "Tetrápodo del Bosque petrificado " |
|  |                                     |
|  | Dilophosaurus                       |
|  |                                     |

|  | Tawa         |
|  |              |
|  | Chindesaurus |
|  |              |

|  | Coelophysis bauri        |
|  |                          |
|  | Coelophysis rhodesiensis |
|  |                          |
|  | Coelophysis kayentakatae |
|  |                          |

|  | Liliensternus                       |
|  |                                     |
|  | Zupaysaurus                         |
|  |                                     |
|  | "Tetrápodo del Bosque petrificado " |
|  |                                     |
|  | Dilophosaurus                       |
|  |                                     |

|  | Coelophysis bauri        |
|  |                          |
|  | Coelophysis rhodesiensis |
|  |                          |
|  | Coelophysis kayentakatae |
|  |                          |

|  | Liliensternus                       |
|  |                                     |
|  | Zupaysaurus                         |
|  |                                     |
|  | "Tetrápodo del Bosque petrificado " |
|  |                                     |
|  | Dilophosaurus                       |
|  |                                     |

|  | Coelophysis bauri        |
|  |                          |
|  | Coelophysis rhodesiensis |
|  |                          |
|  | Coelophysis kayentakatae |
|  |                          |

|  | Liliensternus                       |
|  |                                     |
|  | Zupaysaurus                         |
|  |                                     |
|  | "Tetrápodo del Bosque petrificado " |
|  |                                     |
|  | Dilophosaurus                       |
|  |                                     |

|  | Coelophysis bauri        |
|  |                          |
|  | Coelophysis rhodesiensis |
|  |                          |
|  | Coelophysis kayentakatae |
|  |                          |

|  | Liliensternus                       |
|  |                                     |
|  | Zupaysaurus                         |
|  |                                     |
|  | "Tetrápodo del Bosque petrificado " |
|  |                                     |
|  | Dilophosaurus                       |
|  |                                     |

|  | Coelophysis bauri        |
|  |                          |
|  | Coelophysis rhodesiensis |
|  |                          |
|  | Coelophysis kayentakatae |
|  |                          |

|  | Liliensternus                       |
|  |                                     |
|  | Zupaysaurus                         |
|  |                                     |
|  | "Tetrápodo del Bosque petrificado " |
|  |                                     |
|  | Dilophosaurus                       |
|  |                                     |

|  | Coelophysis bauri        |
|  |                          |
|  | Coelophysis rhodesiensis |
|  |                          |
|  | Coelophysis kayentakatae |
|  |                          |

|  | Liliensternus                       |
|  |                                     |
|  | Zupaysaurus                         |
|  |                                     |
|  | "Tetrápodo del Bosque petrificado " |
|  |                                     |
|  | Dilophosaurus                       |
|  |                                     |

|  | Coelophysis bauri        |
|  |                          |
|  | Coelophysis rhodesiensis |
|  |                          |
|  | Coelophysis kayentakatae |
|  |                          |

|  | Liliensternus                       |
|  |                                     |
|  | Zupaysaurus                         |
|  |                                     |
|  | "Tetrápodo del Bosque petrificado " |
|  |                                     |
|  | Dilophosaurus                       |
|  |                                     |

|  | Coelophysis bauri        |
|  |                          |
|  | Coelophysis rhodesiensis |
|  |                          |
|  | Coelophysis kayentakatae |
|  |                          |

|  | Liliensternus                       |
|  |                                     |
|  | Zupaysaurus                         |
|  |                                     |
|  | "Tetrápodo del Bosque petrificado " |
|  |                                     |
|  | Dilophosaurus                       |
|  |                                     |

|  | Coelophysis bauri        |
|  |                          |
|  | Coelophysis rhodesiensis |
|  |                          |
|  | Coelophysis kayentakatae |
|  |                          |

|  | Liliensternus                       |
|  |                                     |
|  | Zupaysaurus                         |
|  |                                     |
|  | "Tetrápodo del Bosque petrificado " |
|  |                                     |
|  | Dilophosaurus                       |
|  |                                     |

|  | Coelophysis bauri        |
|  |                          |
|  | Coelophysis rhodesiensis |
|  |                          |
|  | Coelophysis kayentakatae |
|  |                          |

|  | Liliensternus                       |
|  |                                     |
|  | Zupaysaurus                         |
|  |                                     |
|  | "Tetrápodo del Bosque petrificado " |
|  |                                     |
|  | Dilophosaurus                       |
|  |                                     |

|  | Coelophysis bauri        |
|  |                          |
|  | Coelophysis rhodesiensis |
|  |                          |
|  | Coelophysis kayentakatae |
|  |                          |

|  | Liliensternus                       |
|  |                                     |
|  | Zupaysaurus                         |
|  |                                     |
|  | "Tetrápodo del Bosque petrificado " |
|  |                                     |
|  | Dilophosaurus                       |
|  |                                     |

|  | Coelophysis bauri        |
|  |                          |
|  | Coelophysis rhodesiensis |
|  |                          |
|  | Coelophysis kayentakatae |
|  |                          |

|  | Liliensternus                       |
|  |                                     |
|  | Zupaysaurus                         |
|  |                                     |
|  | "Tetrápodo del Bosque petrificado " |
|  |                                     |
|  | Dilophosaurus                       |
|  |                                     |

|  | Coelophysis bauri        |
|  |                          |
|  | Coelophysis rhodesiensis |
|  |                          |
|  | Coelophysis kayentakatae |
|  |                          |

|  | Liliensternus                       |
|  |                                     |
|  | Zupaysaurus                         |
|  |                                     |
|  | "Tetrápodo del Bosque petrificado " |
|  |                                     |
|  | Dilophosaurus                       |
|  |                                     |

|  | Coelophysis bauri        |
|  |                          |
|  | Coelophysis rhodesiensis |
|  |                          |
|  | Coelophysis kayentakatae |
|  |                          |

|  | Liliensternus                       |
|  |                                     |
|  | Zupaysaurus                         |
|  |                                     |
|  | "Tetrápodo del Bosque petrificado " |
|  |                                     |
|  | Dilophosaurus                       |
|  |                                     |

|  | Coelophysis bauri        |
|  |                          |
|  | Coelophysis rhodesiensis |
|  |                          |
|  | Coelophysis kayentakatae |
|  |                          |

|  | Liliensternus                       |
|  |                                     |
|  | Zupaysaurus                         |
|  |                                     |
|  | "Tetrápodo del Bosque petrificado " |
|  |                                     |
|  | Dilophosaurus                       |
|  |                                     |

|  | Coelophysis bauri        |
|  |                          |
|  | Coelophysis rhodesiensis |
|  |                          |
|  | Coelophysis kayentakatae |
|  |                          |

|  | Liliensternus                       |
|  |                                     |
|  | Zupaysaurus                         |
|  |                                     |
|  | "Tetrápodo del Bosque petrificado " |
|  |                                     |
|  | Dilophosaurus                       |
|  |                                     |

|  | Tawa         |
|  |              |
|  | Chindesaurus |
|  |              |

|  | Coelophysis bauri        |
|  |                          |
|  | Coelophysis rhodesiensis |
|  |                          |
|  | Coelophysis kayentakatae |
|  |                          |

|  | Liliensternus                       |
|  |                                     |
|  | Zupaysaurus                         |
|  |                                     |
|  | "Tetrápodo del Bosque petrificado " |
|  |                                     |
|  | Dilophosaurus                       |
|  |                                     |

|  | Coelophysis bauri        |
|  |                          |
|  | Coelophysis rhodesiensis |
|  |                          |
|  | Coelophysis kayentakatae |
|  |                          |

|  | Liliensternus                       |
|  |                                     |
|  | Zupaysaurus                         |
|  |                                     |
|  | "Tetrápodo del Bosque petrificado " |
|  |                                     |
|  | Dilophosaurus                       |
|  |                                     |

|  | Coelophysis bauri        |
|  |                          |
|  | Coelophysis rhodesiensis |
|  |                          |
|  | Coelophysis kayentakatae |
|  |                          |

|  | Liliensternus                       |
|  |                                     |
|  | Zupaysaurus                         |
|  |                                     |
|  | "Tetrápodo del Bosque petrificado " |
|  |                                     |
|  | Dilophosaurus                       |
|  |                                     |

|  | Coelophysis bauri        |
|  |                          |
|  | Coelophysis rhodesiensis |
|  |                          |
|  | Coelophysis kayentakatae |
|  |                          |

|  | Liliensternus                       |
|  |                                     |
|  | Zupaysaurus                         |
|  |                                     |
|  | "Tetrápodo del Bosque petrificado " |
|  |                                     |
|  | Dilophosaurus                       |
|  |                                     |

|  | Coelophysis bauri        |
|  |                          |
|  | Coelophysis rhodesiensis |
|  |                          |
|  | Coelophysis kayentakatae |
|  |                          |

|  | Liliensternus                       |
|  |                                     |
|  | Zupaysaurus                         |
|  |                                     |
|  | "Tetrápodo del Bosque petrificado " |
|  |                                     |
|  | Dilophosaurus                       |
|  |                                     |

|  | Coelophysis bauri        |
|  |                          |
|  | Coelophysis rhodesiensis |
|  |                          |
|  | Coelophysis kayentakatae |
|  |                          |

|  | Liliensternus                       |
|  |                                     |
|  | Zupaysaurus                         |
|  |                                     |
|  | "Tetrápodo del Bosque petrificado " |
|  |                                     |
|  | Dilophosaurus                       |
|  |                                     |

|  | Coelophysis bauri        |
|  |                          |
|  | Coelophysis rhodesiensis |
|  |                          |
|  | Coelophysis kayentakatae |
|  |                          |

|  | Liliensternus                       |
|  |                                     |
|  | Zupaysaurus                         |
|  |                                     |
|  | "Tetrápodo del Bosque petrificado " |
|  |                                     |
|  | Dilophosaurus                       |
|  |                                     |

|  | Coelophysis bauri        |
|  |                          |
|  | Coelophysis rhodesiensis |
|  |                          |
|  | Coelophysis kayentakatae |
|  |                          |

|  | Liliensternus                       |
|  |                                     |
|  | Zupaysaurus                         |
|  |                                     |
|  | "Tetrápodo del Bosque petrificado " |
|  |                                     |
|  | Dilophosaurus                       |
|  |                                     |

|  | Coelophysis bauri        |
|  |                          |
|  | Coelophysis rhodesiensis |
|  |                          |
|  | Coelophysis kayentakatae |
|  |                          |

|  | Liliensternus                       |
|  |                                     |
|  | Zupaysaurus                         |
|  |                                     |
|  | "Tetrápodo del Bosque petrificado " |
|  |                                     |
|  | Dilophosaurus                       |
|  |                                     |

|  | Coelophysis bauri        |
|  |                          |
|  | Coelophysis rhodesiensis |
|  |                          |
|  | Coelophysis kayentakatae |
|  |                          |

|  | Liliensternus                       |
|  |                                     |
|  | Zupaysaurus                         |
|  |                                     |
|  | "Tetrápodo del Bosque petrificado " |
|  |                                     |
|  | Dilophosaurus                       |
|  |                                     |

|  | Coelophysis bauri        |
|  |                          |
|  | Coelophysis rhodesiensis |
|  |                          |
|  | Coelophysis kayentakatae |
|  |                          |

|  | Liliensternus                       |
|  |                                     |
|  | Zupaysaurus                         |
|  |                                     |
|  | "Tetrápodo del Bosque petrificado " |
|  |                                     |
|  | Dilophosaurus                       |
|  |                                     |

|  | Coelophysis bauri        |
|  |                          |
|  | Coelophysis rhodesiensis |
|  |                          |
|  | Coelophysis kayentakatae |
|  |                          |

|  | Liliensternus                       |
|  |                                     |
|  | Zupaysaurus                         |
|  |                                     |
|  | "Tetrápodo del Bosque petrificado " |
|  |                                     |
|  | Dilophosaurus                       |
|  |                                     |

|  | Coelophysis bauri        |
|  |                          |
|  | Coelophysis rhodesiensis |
|  |                          |
|  | Coelophysis kayentakatae |
|  |                          |

|  | Liliensternus                       |
|  |                                     |
|  | Zupaysaurus                         |
|  |                                     |
|  | "Tetrápodo del Bosque petrificado " |
|  |                                     |
|  | Dilophosaurus                       |
|  |                                     |

|  | Coelophysis bauri        |
|  |                          |
|  | Coelophysis rhodesiensis |
|  |                          |
|  | Coelophysis kayentakatae |
|  |                          |

|  | Liliensternus                       |
|  |                                     |
|  | Zupaysaurus                         |
|  |                                     |
|  | "Tetrápodo del Bosque petrificado " |
|  |                                     |
|  | Dilophosaurus                       |
|  |                                     |

|  | Coelophysis bauri        |
|  |                          |
|  | Coelophysis rhodesiensis |
|  |                          |
|  | Coelophysis kayentakatae |
|  |                          |

|  | Liliensternus                       |
|  |                                     |
|  | Zupaysaurus                         |
|  |                                     |
|  | "Tetrápodo del Bosque petrificado " |
|  |                                     |
|  | Dilophosaurus                       |
|  |                                     |

|  | Coelophysis bauri        |
|  |                          |
|  | Coelophysis rhodesiensis |
|  |                          |
|  | Coelophysis kayentakatae |
|  |                          |

|  | Liliensternus                       |
|  |                                     |
|  | Zupaysaurus                         |
|  |                                     |
|  | "Tetrápodo del Bosque petrificado " |
|  |                                     |
|  | Dilophosaurus                       |
|  |                                     |